# Liste in Österreich vorhandener Dampflokomotiven

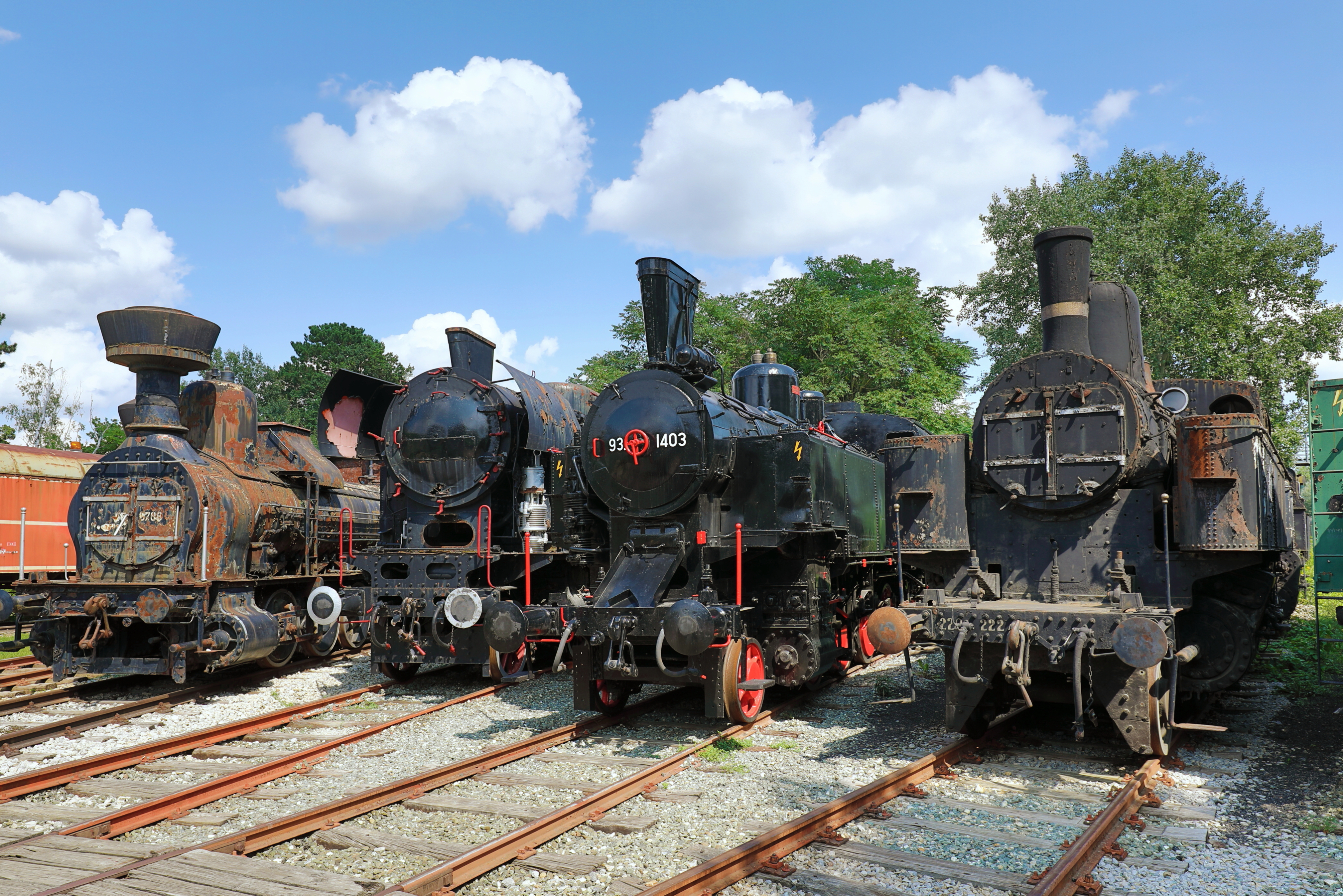
Dampflokomotiven im Eisenbahnmuseum Heizhaus in Strasshof

Diese Liste enthält alle Dampflokomotiven die sich in Österreich befinden. Einbezogen werden auch Lokomotiven, die sich nur temporär, z. B. zwecks Aufarbeitung, in anderen Staaten befinden.
Gelistet werden sowohl gefeuerte, als auch feuerlose Lokomotiven (Dampfspeicherlokomotiven). Weiters werden in separaten Tabellen auch Objekte aufgeführt, die aus Dampflokomotiven in Schneepflüge oder Diesellokomotiven umgebaut wurden.

## Normalspur

### Lokomotiven, die für öffentliche Bahnen gebaut wurden
| Foto                                                           | Nummer oder Name                                  | Bauart / Achsfolge | Hersteller                                               | Fabrik- nr. | Baujahr | Historie | Eigentümer / Betreiber / Strecke                                                       | Standort                                        | Bemerkungen |
| -------------------------------------------------------------- | ------------------------------------------------- | ------------------ | -------------------------------------------------------- | ----------- | ------- | --- | -------------------------------------------------------------------------------------- | ----------------------------------------------- | --- |
| KFNB Ajax im Eisenbahnmuseum Straßhof (2003)                   | KFNB ’Ajax’                                       | B1-n2              | Jones, Turner & Evans                                    | 23          | 1841    | KFNB 'Ajax' (1841–) | Technisches Museum Wien                                                                | 1150 Wien Standort                              | Museumslok, älteste erhalten gebliebene Lokomotive in Kontinentaleuropa |
| Südliche Staatsbahn Steinbrück, Technisches Museum Wien (2022) | Südliche Staatsbahn ’Steinbrück’                  | 2B-n2              | John Haswell / Maschinenfabrik der Wien-Gloggnitzer-Bahn | 87          | 1848    | Südliche Staatsbahn 'Steinbrück' (1848–) Südbahn 827 'Steinbrück' (–) GKB 'Söding' (1860–) | Technisches Museum Wien / Südbahnmuseum Mürzzuschlag                                   | 8680 Mürzzuschlag Standort                      | Museumslok |
| KFNB Licaon im Eisenbahnmuseum Straßhof (2000)                 | KFNB 'Licaon'                                     | 1Bt-n2             | StEG                                                     | 171         | 1851    | KFNB 'Licaon' (1851–) KFNB 94 'Licaon' (–1881) KFNB VII 17 (1881–1908) kkStB 289.10 (1908–1918) DÖStB 289.10 (1918–1919) ÖStB 289.10 (1919–1921) BBÖ 289.10 (1921–1921) Werksbahn Stieglbrauerei Salzburg 1 (1923–)                                    | Technisches Museum Wien, Depot Haringsee                                               | 2286 Haringsee                                  | Museumslok |
| GKB 671, Graz Köflacher Bahnhof (2007)                         | GKB 671 (ex Südbahn 671)                          | C-n2               | StEG                                                     | 504         | 1860    | Südbahn 671 (1860–1864) Südbahn 671 (1864–) BBÖ 49.03 (–1925) GKB 671 (1925–) | GKB                                                                                    | 8501 Lieboch Standort                           | Betriebslokomotive (gelegentlicher Einsatz, zuletzt 2023) |
| KEB 106 Fusch, Strasshof (2021)                                | KEB 106 ’Fusch’                                   | C-n2               | WrN                                                      | 652         | 1868    | KEB IV 106 (1868–1882) kkStB B II 106 'Fusch' (1882–1885) kkStB 4717 (1885–1905) kkStB 47.17 (1905–1918) DÖStB 47.17 (1918–1919) ÖStB 47.17 (1919–1921) BBÖ 47.17 (1921–1938) DRB 53 7101 (1938–1945) ÖStB 53.7101 (1945–1953) ÖBB 53.7101 (1953–1958) | Republik Österreich / ÖBB / 1. öSEK                                                    | 2231 Strasshof an der Nordbahn Standort         | Museumslok |
| ÖBB 153 7114, Strasshof (2021)                                 | ÖBB 153.7114 (ex Südbahn 852)                     | C-n2               | StEG                                                     | 940         | 1869    | Südbahn 852 (1869–1924) BBÖ 49.28 (1924–1938) DRB 53 7114 (1938–1945) ÖStB 53.7114 (1945–1953) ÖBB 153.7114 (1953–1958) | Republik Österreich / ÖBB / 1. öSEK                                                    | 2231 Strasshof an der Nordbahn Standort         | Museumslok |
| EWA 21 'Ilse', Wien Karlsplatz (2006)                          | ’Ilse’ (ex EWA IIc 21)                            | Bt-n2              | KrM                                                      | 1186        | 1882    | EWA IIc 21 (1882–1937) Werklok Felten & Guilleaume ’Ilse’ (1937–1967) | Republik Österreich / Technisches Museum Wien / VEF                                    | 2320 Schwechat Standort                         | Museumslok |
| 1.20, Technisches Museum Wien (2015)                           | BBÖ 1.20                                          | 2B-n2              | Flor                                                     | 445         | 1883    | kkStB AR 254 (1883–1885) kkStB 120 (1885–1905) kkStB 1.20 (1905–1918) DÖStB 1.20 (1918–1919) ÖStB 1.20 (1919–1921) BBÖ 1.20 (1921–) | Technisches Museum Wien                                                                | 1150 Wien Standort                              | Museumslok, Schnittmodell |
| DTKC 8 (1985)                                                  | DTKC 8                                            | Ct-n2              | KrL                                                      | 1479        | 1884    | DTKC 8 (1884–1907) WStW 8 (1907–) Bergbau Fohnsdorf | Museumstramway Mariazell*                                                              | 8630 Mariazell Standort                         | * dzt. (2024) zur Aufarbeitung in Reghin (RO) |
| DTKC 11 (2011)                                                 | DTKC 11                                           | Ct-n2              | KrL                                                      | 1482        | 1884    | DTKC 11 (1884–) Liesinger Schleppbahn 11 | Republik Österreich / Technisches Museum Wien / Wiener Linien, Verkehrsmuseum „Remise“ | 1030 Wien                                       | Museumslok |
| 494.62, Rohrbach (2009)                                        | BBÖ 494.62                                        | Ct-n2              | KrL                                                      | 1901        | 1887    | Mühlkreisbahn 2 ’Aigen’ (1887–1900) kkStB 9462 (1900–1905) kkStB 494.62 (1905–1918) DÖStB 494.62 (1918–1919) ÖStB 494.62 (1919–1921) BBÖ 494.62 (1921–1930) Hohenauer Zuckerfabrik Werklok (1930–)                                                     |                                                                                        | 4150 Rohrbach in Oberösterreich                 | Denkmallok (im Freien aufgestellt) |
| ÖBB 55.5708, Strasshof (2017)                                  | ÖBB 55.5708 (ex kkStB 73.79)                      | D-n2               | WrN                                                      | 3169        | 1887    | kkStB 7379 (1887–1905) kkStB 73.79 (1905–1918) DÖStB 73.79 (1918–1919) ÖStB 73.79 (1919–1921) BBÖ 73.79 (1921–1938) DRB 55 5708 (1938–1945) ÖStB 55.5708 (1945–1953) ÖBB 55.5708 (1953–1964)                                                           | Republik Österreich / ÖBB / 1. öSEK                                                    | 2231 Strasshof an der Nordbahn Standort         | Museumslok |
| Adele, Weizelsdorf (2013)                                      | Budapester Lokalbahn 5 (’Adele’)                  | Bt-n2              | Bp                                                       | 207         | 1888    | Budapester Lokalbahn 5 (1888–1913) EMSRT ’Adele’ (1913–) Baufirma Fischer, Ziedlitz Werklok Fa. Tagger, Golling 5 Museumstramway Mariazell 5 | Privat / Nostalgiebahnen in Kärnten (NBiK)                                             | 9170 Ferlach Standort                           | Betriebslokomotive (gelegentlicher Einsatz) Kessel stammt von der B n2t-600 m Feldbahndampflokomotive Henschel 25109/1942, geliefert an Rella & Co., Wien. Diese Lokomotive wurde später zu einem nicht selbstfahrenden Lokomobil umgebaut            |
| 97.201, Vordernberg (2021)                                     | ÖBB 97.201 (ex kkStB 69.01)                       | C1zzt-n2           | Flor                                                     | 732         | 1890    | kkStB 6901 (1890–1905) kkStB 69.01 (1905–1918) DÖStB 69.01 (1918–1919) ÖStB 69.01 (1919–1922) BBÖ 69.01 (1922–1938) DRB 97 201 (1938–1945) ÖStB 97.201 (1945–1953) ÖBB 97.201 (1953–)                                                                  | Erzbergbahn                                                                            | 8794 Vordernberg                                | Museumslok, ehemals Eigentum Technisches Museum Wien |
| 17c372, Strasshof (2007)                                       | GKB 372 (ex Südbahn 372)                          | 2B-n2              | Flor                                                     | 768         | 1891    | Südbahn 372 (1891–1924) GKB 372 (1924–1968) | Republik Österreich / ÖBB / 1. öSEK                                                    | 2231 Strasshof an der Nordbahn Standort         | Museumslok |
| 97.208, Strasshof (2006)                                       | ÖBB 97.208 (ex kkStB 69.08)                       | C1zzt-n2           | Flor                                                     | 820         | 1892    | kkStB 6908 (1892–1905) kkStB 69.08 (1905–1918) DÖStB 69.08 (1918–1919) ÖStB 69.08 (1919–1921) BBÖ 69.08 (1921–1935) DRB 97 208 (1938–1945) ÖStB 97.208 (1945–1953) ÖBB 97.208 (1953–)                                                                  | Republik Österreich / ÖBB / 1. öSEK                                                    | 2231 Strasshof an der Nordbahn Standort         | Betriebslokomotive (gelegentlicher Einsatz), restauriert |
| 97.274, Strasshof (2014)                                       | kkStB 97.73                                       | Ct-n2              | StEG                                                     | 2404        | 1894    | kkStB 9773 (1894–1905) kkStB 97.73 (1905–1918) DÖStB 97.73 (1918–1919) ÖStB 97.73 (1919–1921) BBÖ 97.73 (1921–1929) Werksbahn Zuckerfabrik Enns (Werklok) (1929–)                                                                                      | Republik Österreich / ÖBB / 1. öSEK                                                    | 2231 Strasshof an der Nordbahn Standort         | Museumslok |
| 1665, Strasshof (2017)                                         | Südbahn 1665 (MÁV 333,002)                        | C-n2               | StEG                                                     | 2466        | 1895    | Südbahn 1665 (1895–) DSA/MÁV n/A MÁV 333,002 (–1969) | Republik Österreich / ÖBB / 1. öSEK                                                    | 2231 Strasshof an der Nordbahn Standort         | Museumslok, 1969 von der MÁV an das österreichische Eisenbahnmuseum übergeben (Tausch mit GKB 674) |
| 377.942, Wulkaprodersdorf (2023)                               | ’377-942’                                         | Ct-n2              | Bp                                                       | 848         | 1895    | MÁV XII 5429 (1895–1911) MÁV 377,247 (1911–1925) MÁV 377,253 (1925–1939) Steinkohlenbergwerk, Pusztavám 377,247 (1939–1964) Zuckerfabrik, Petöháza 1 (1964–1977)                                                                                       |                                                                                        | 7041 Wulkaprodersdorf Standort                  | Denkmallok Wulkaprodersdorf, Bahnhofstraße (im Freien aufgestellt) |
|                                                                | MÁV 377,262                                       | Ct-n2              | Bp                                                       | 863         | 1895    | MÁV XII 5444 (1895–1911) MÁV 377,262 (1911–1918) ČSD 377,262 (1918–1925) ČSD 310.430 (1925–1938) MÁV 377,262 (1938–1945) MÁV 377,262/T (1945–1948) MÁV 377,262 (1948–1952) Péti Nitrogénmüvek (1952–1971)                                              | Nostalgiebahnen in Kärnten (NBiK)                                                      | 9300 St. Veit an der Glan                       | Museumslok |
| 30 33, Strasshof (2021)                                        | GKB 30.33 (ex kkStB 30.33)                        | 1C1t-n2v           | WrN                                                      | 4027        | 1897    | kkStB 3033 (1897–1905) kkStB 30.33 (1905–1918) DÖStB 30.33 (1918–1919) ÖStB 30.33 (1919–1922) BBÖ 30.33 (1922–1934) GKB 30.33 (1934–1960) VOEST 600.2 (1960–1973)                                                                                      | Republik Österreich / ÖBB / 1. öSEK                                                    | 2231 Strasshof an der Nordbahn Standort         | Museumslok |
| 69.02, Strasshof (2004)                                        | ÖBB 69.02 (ex kkStB 97.152)                       | Ct-n2              | KrL                                                      | 3822        | 1898    | kkStB 19752 (1898–1905) kkStB 97.152 (1905–1918) DÖStB 97.152 (1918–1919) ÖStB 97.152 (1919–1921) BBÖ 97.152 (1921–1935) BBÖ 12.02 (1935–1938) DRB 69 002 (1938–1945) ÖStB 69.02 (1945–1953) ÖBB 69.02 (1953–1973) ÖBB Vz 01087 (1973–1976)            | Republik Österreich / ÖBB / 1. öSEK                                                    | 2231 Strasshof an der Nordbahn Standort         | Museumslok |
| ÖBB 92.2220, Puchberg am Schneeberg (2008)                     | ÖBB 92.2220 (ex EWA 72)                           | Dt-n2v             | KrL                                                      | 3867        | 1898    | SchBB 22 'Klaus' (1898–1919) EWA 72 (1919–1937) BBÖ 178.802 (1937–1938) DRB 92 2220 (1938–1945) ÖStB 92.2220 (1945–1953) ÖBB 92.2220 (1953–1966) | Republik Österreich / ÖBB                                                              | 2734 Puchberg am Schneeberg                     | Denkmallok (im Freien aufgestellt). Soll durch die ÖBB restauriert werden. |
| GKB 1851, Bärnbach (2024)                                      | GKB 1851 (ex LB Bozen – Kaltern 1)                | Ct-n2              | KrL                                                      | 3932        | 1898    | LB Bozen – Kaltern 1 (1898–1912) Südbahn 1851 (1912–) BBÖ 594.01 (–1926) GKB 1851 (1926–1968) | Republik Österreich / ÖBB / StEF                                                       | 8572 Bärnbach Standort                          | Denkmallok (im Freien aufgestellt), wurde bei der GKB zur Stollenlokomotive umgebaut (verkleinertes Führerhaus) |
| ÖBB 54.14, Strasshof (2007)                                    | ÖBB 54.14 (ex kkStB 60.115)                       | 1C-n2v             | WrN                                                      | 4221        | 1899    | kkStB 16015 (1899–1904) kkStB 60.115 (1904–1918) BBÖ 60.115 (1918–1938) DRB 54 014 (1938–1945) ÖStB T54 014 (1945–1955) ÖBB 54.14 (1955–) | Republik Österreich / ÖBB / 1. öSEK                                                    | 2231 Strasshof an der Nordbahn Standort         | Museumslok |
| kkStB 18001, Südbahnmuseum Mürzzuschlag (2021)                 | BBÖ 180.01 (ex kkStB 180.01)                      | E-n2v              | Flor                                                     | 1343        | 1900    | kkStB 18001 (1900–1905) kkStB 180.01 (1905–1918) DÖStB 180.01 (1918–1919) ÖStB 180.01 (1919–1921) BBÖ 180.01 (1921–1932) | Technisches Museum Wien / Südbahnmuseum Mürzzuschlag                                   | 8680 Mürzzuschlag Standort                      | Museumslok |
| 30.109, Strasshof (2007)                                       | kkStB 30.109                                      | 1C1t-n2v           | StEG                                                     | 2809        | 1900    | kkStB 13009 (1900–1905) kkStB 30.109 (1905–1918) DÖStB 30.109 (1918–1919) ÖStB 30.109 (1919–1922) BBÖ 30.109 (1922–1932) GKB 30.109 (1932–) ÖAM | Privat / 1. öSEK                                                                       | 2231 Strasshof an der Nordbahn Standort         | Museumslok oder Ersatzteilspender |
| ÖBB 91.32, Mürzzuschlag (2006)                                 | ÖBB 91.32 (ex kkStB 99.32)                        | 1Ct-n2v            | KrL                                                      | 4267        | 1900    | kkStB 9932 (1900–1905) kkStB 99.32 (1905–1918) DÖStB 99.32 (1918–1919) BBÖ 99.32 (1919–1938) DRB 98 1305 (1938–1945) ÖStB 98.1305 (1953–1953) ÖBB 91.32 (1953–1969)                                                                                    | Republik Österreich / ÖBB / Südbahnmuseum Mürzzuschlag                                 | 8680 Mürzzuschlag Standort                      | Museumslok |
| Hellbrunn, Mariazell                                           | SETG 11 ’Hellbrunn’                               | Bt-n2              | KrL                                                      | 4814        | 1902    | SETG 11 ’Hellbrunn’ (1902–) SETG MG III SETG TG 1 Werksbahn Paukerwerke | Museumstramway Mariazell                                                               | 8630 Mariazell Standort                         | Betriebslokomotive (gelegentlicher Einsatz). Lok wurde 1925 auf Benzinantrieb umgebaut, Dach und Steher wurden aus Holz neu gebaut, bei Gebus 1951 für SGP Paukerwerk zur Diesellok umgebaut. Rückbau auf Dampflok durch die Museumstramway Mariazell |
| DKTC 31, Mariazell                                             | DTKC 31 ’Stammersdorf’                            | Ct-n2              | KrL                                                      | 5099        | 1904    | DTKC 31 ’Stammersdorf’ (1904–1907) WStW 31 (1907–1913) NÖLB 6.01 (1913–1922) BBÖ 296.01 (1922–1932) Lamingtal Schleppbahn (1932–) Mürztaler Papierfabrik                                                                                               | Museumstramway Mariazell                                                               | 8630 Mariazell Standort                         | Betriebslokomotive (gelegentlicher Einsatz) |
| NÖLB 1.04, Ferlach (2005)                                      | Werksbahn Fa. Stiegl 1 II (ex NÖLB 1.04)          | Bt-n2              | KrL                                                      | 5395        | 1905    | NÖLB 103 (1905–1908) NÖLB 1.04 (1908–1922) BBÖ 184.04 (1922–1929) Werksbahn Fa. Stiegl 1' (1929–1980) | Nostalgiebahnen in Kärnten (NBiK)                                                      | 9170 Ferlach Standort                           | Museumslok, 1980–1989 Denkmallok in Salzburg-Itzling |
| 88.01. Floridsdorf (1980)                                      | ÖBB 88.01 (ex NÖLB 1.05)                          | Bt-n2              | KrL                                                      | 5396        | 1906    | NÖLB 104 (1906–1908) NÖLB 1.05 (1908–1922) BBÖ 184.05 (1922–1938) DRB 88 003 (1938–1942) DRB WL3 (1942–1945) ÖStB 88.01 (1945–1953) ÖBB 88.01 (1953–1968)                                                                                              | Republik Österreich / ÖBB / 1. öSEK                                                    | 2231 Strasshof an der Nordbahn Standort         | Museumslok |
| Sulm 1. Lienz (2019)                                           | ÖAM 290.1 (ex Sulmtalbahn 1 ’Wies’)               | Ct-n2              | WrN                                                      | 4731        | 1907    | Sulmtalbahn 1 ’Wies’ (1907–1924) BBÖ 394.07 (1924–1930) GKB Sulm 1 (1930–1956) ÖAM, Zeltweg 290.1 (1956–) Legio Vaporis, Kötschach-Mauthen EBFL Sulm 1 (1997–)                                                                                         | Verein der Eisenbahnfreunde in Lienz (EBFL)                                            | 9900 Lienz Standort                             | Museumslok |
| 97.217, Vordernberg (2004)                                     | ÖBB 97.217 (ex kkStB 69.17)                       | C1zzt-n2           | Flor                                                     | 1824        | 1908    | kkStB 69.17 (1908–1918) DÖStB 69.17 (1918–1919) ÖStB 69.17 (1919–1921) BBÖ 69.17 (1921–1938) DRB 97 217 (1938–1945) ÖStB 97.217 (1945–1953) ÖBB 97.217 (1953–1973)                                                                                     | Erzbergbahn                                                                            | 8794 Vordernberg                                | Denkmallok (im Freien aufgestellt) |
| 91.107, Eisenbahnmuseum Schwechat (2011)                       | ÖBB 91.107 (ex NÖLB 102.04)                       | 1Ct-n2v            | KrL                                                      | 6025        | 1908    | NÖLB 102.04 (1908–1909) kkStB 199.07 (1909–1918) DÖStB 199.07 (1918–1919) ÖStB 199.07 (1919–1921) BBÖ 199.07 (1921–1938) DRB 98 1351 (1938–1945) ÖStB 98.1351 (1939–1953) ÖBB 91.107 (1953–1973)                                                       | VEF                                                                                    | 2320 Schwechat Standort                         | Betriebslokomotive (gelegentlicher Einsatz) |
| ÖBB 15.13, Strasshof (2007)                                    | ÖBB 15.13 (ex kkStB 10.13)                        | 1C1-h4v            | WrN                                                      | 4995        | 1910    | kkStB 10.13 (1910–1918) DÖStB 10.13 (1918–1919) ÖStB 10.13 (1919–1921) BBÖ 10.13 (1921–1938) DRB 15 013 (1938–1945) ÖStB 15.13 (1945–1953) ÖBB 15.13 (1953–1960) ÖBB Vz 01032 (1960–1969)                                                              | Republik Österreich / ÖBB / 1. öSEK                                                    | 2231 Strasshof an der Nordbahn Standort         | Museumslok |
| ÖBB 92.2234. Strasshof (1981)                                  | ÖBB 92.2234 (ex kkStB 178.97)                     | Dt-n2v             | KrL                                                      | 6249        | 1910    | kkStB 178.97 (1910–1918) DÖStB 178.97 (1918–1919) ÖStB 178.97 (1919–1921) BBÖ 178.97 (1921–1938) DRB 92 2234 (1938–1945) ÖStB 92.2234 (1945–1953) ÖBB 92.2234 (1953–)                                                                                  | 1. öSEK                                                                                | 2231 Strasshof an der Nordbahn Standort         | Status unklar |
| 310.23, Strasshof (2008)                                       | kkStB 310.23                                      | 1C2-h4v            | StEG                                                     | 3791        | 1911    | kkStB 310.23 (1911–1918) DÖStB 310.23 (1918–1919) ÖStB 310.23 (1919–1921) BBÖ 310.23 (1921–1938) DRB 16 008 (1938–1945) ÖStB 16.08 (1945–1953) ÖBB 16.08 (1945–1956) ÖBB Vz 900 744 (1956–1957) ÖBB Vz 01015 (1957–1961)                               | Republik Österreich / ÖBB / 1. öSEK                                                    | 2231 Strasshof an der Nordbahn Standort         | Betriebslokomotive (gelegentlicher Einsatz) |
| 197.301, Strasshof (2000)                                      | ÖBB 197.301 (ex kkStB 269.01)                     | Fzzt-n4            | Flor                                                     | 2090        | 1912    | kkStB 269.01 (1912–1918) DÖStB 269.01 (1918–1919) ÖStB 269.01 (1919–1921) BBÖ 269.01 (1921–1938) DRB 97 301 (1938–1945) ÖStB 97 301 (1945–1953) ÖBB 197.301 (1953–1979)                                                                                | Republik Österreich / ÖBB / 1. öSEK                                                    | 2231 Strasshof an der Nordbahn Standort         | Museumslok |
| 580.03, Strasshof (1988)                                       | ÖBB 258.902 (ex Südbahn 580.03)                   | 1E-h2              | StEG                                                     | 3826        | 1912    | Südbahn 580.03 (1912–1924) BBÖ 580.03 (1924–1938) DRB 58 902 (1938–1945) ÖStB 58.902 (1945–1953) ÖBB 258.902 (1953–1964) | Republik Österreich / ÖBB / 1. öSEK                                                    | 2231 Strasshof an der Nordbahn Standort         | Museumslok |
| ÖBB 175.817, Strasshof (1999)                                  | ÖBB 175.817 (ex kkStB 29.22)                      | 1C1t-h2v           | BMMF                                                     | 432         | 1912    | kkStB 29.22 (1912–1918) DÖStB 29.22 (1918–1919) ÖStB 29.22 (1919–1921) BBÖ 29.22 (1921–1938) DRB 75 817 (1938–1945) ÖStB 75.817 (1945–1953) ÖBB 175.817 (1953–1956) ÖBB Vz 900739 (1956–1957) ÖBB Vz 01080 (1957–1973)                                 | 1. öSEK                                                                                | 2231 Strasshof an der Nordbahn Standort         | Museumslok |
| SB 109.13, Graz GKB (2007)                                     | ÖBB 38.4101 (ex Südbahn 109.13)                   | 2C-h2              | WrN                                                      | 5080        | 1912    | Südbahn 109.13 (1912–1924) BBÖ 209.13 (1924–1938) DRB 38 4101 (1938–1945) ÖStB 38.4101 (1945–1953) ÖBB 38.4101 (1953–1968) | Republik Österreich / ÖBB / 1. öSEK                                                    | 2231 Strasshof an der Nordbahn Standort         | Museumslok |
| SB 629 01, Graz GKB (2007)                                     | Südbahn 629.01 (ÖBB 77.66)                        | 2C1t-h2            | StEG                                                     | 3883        | 1913    | Südbahn 629.01 (1913–1921) BBÖ 629.101 (1921–1938) DRB 77 266 (1938–1945) ÖStB 77.266 (1945–1953) ÖBB 77.66 (1953–1975) ÖBB Vz 01089 (1975–1980) | Republik Österreich / ÖBB / 1. öSEK                                                    | 2231 Strasshof an der Nordbahn Standort         | Museumslok |
|                                                                | VÖESt 1000.1 (ex DRB 94 503) (ex KPEV Coeln 8126) | Et-h2              | BMAG                                                     | 5122        | 1913    | KPEV Coeln 8126 (1913–1923) DR 94 502 (1923–1925) DRB 94 503 (1925–1945) ÖStB 94.503 (1945–1953) ÖBB 694.503 (1953–1954) VÖESt 1000.1 (1954–1979) | ÖGEG                                                                                   | 4843 Ampflwang Standort                         | Museumslok, preußische Baureihe 16.1, einzige Originallokmotive der Königlich Preußischen Staatseisenbahnen in Österreich |
| 770.086, Ampflwang (2012)                                      | ÖBB 770.86 (ex KBayStB Pt 2/3 6086)               | 1Bt-h2             | KrM                                                      | 6736        | 1913    | KBayStb Pt2/3 6086 (1913–1925) DR 70 086 (1925–1945) ÖStB 70.086 (1945–1953) ÖBB 770.86 (1953–1968) SLB 770.86 770.86 (2002–) | Republik Österreich / Technisches Museum Wien / ÖGEG                                   | 4843 Ampflwang Standort                         | Museumslok |
| GKB 56.3115, Graz (1979)                                       | GKB 56.3115 (ex kkStB 170.133)                    | 1D-n2v             | Flor                                                     | 2180        | 1914    | kkStB 170.133 (1914–1918) BBÖ 170.133 (1918–1938) DRB 56 3115 (1938–1945) ÖStB 56.3115 (1945–1951) GKB 56.3115 (1951–) | GKB / Technisches Eisenbahnmuseum Lieboch                                              | 8501 Lieboch Standort                           | Museumslok |
| 80.179, Knittelfeld (2018)                                     | JŽ 28-053 (ex kkStB 80.179)                       | E-h2v              | BrDa                                                     | 37          | 1914    | kkStB 80.179 (1914–1918) FS (1918–1922) FS 475.017 (1922–) JDŽ 28-053 (1945–1953) JŽ 28-053 (1953–1958) FS 475.017 (1958–) JŽ 28-053 ( ) | Leihgabe des Slowenischen Eisenbahnmuseums                                             | 8720 Knittelfeld                                | Denkmallok (im Freien aufgestellt) |
| Gysev 121, Neufeld an der Leitha (2021)                        | GySEV 121                                         | 1C1t-n2v           | Bp                                                       | 3775        | 1914    | GySEV 121 (1914–1980) |                                                                                        | 2491 Neufeld an der Leitha                      | Denkmallok (im Freien aufgestellt) |
| kkStB 178.84, Schwechat (2011)                                 | ÖBB 92.2231 (ex kkStB 178.84)                     | Dt-n2v             | KrL                                                      | 6123        | 1914    | kkStB 178.84 (1914–1918) DÖStB 178.84 (1918–1919) ÖStB 178.84 (1919–1921) BBÖ 178.84 (1921–1945) DRB 92 2231 (1938–1945) ÖStB 92.2231 (1945–1953) ÖBB 92.2231 (1953–1970) MBS 178.84                                                                   | Republik Österreich / Technisches Museum Wien / VEF                                    | 2320 Schwechat Standort                         | Museumslok |
| GySEV 122, Neusiedl am See (2005)                              | GySEV 122                                         | 1C1t-n2v           | Bp                                                       | 3970        | 1916    | GySEV 122 (1916–) |                                                                                        | 7100 Neusiedl am See                            | Denkmallok am Bf. Bad Neusiedl (im Freien aufgestellt) |
| kkStB 429.1971, Strasshof (1999)                               | ÖBB 35.233 (ex kkStB 429.1971)                    | 1C1-h2             | StEG                                                     | 4147        | 1916    | kkStB 429.1971 (1917–1918) DÖStB 429.1971 (1918–1919) ÖStB 429.1971 (1919–1921) BBÖ 429.1971 (1921–1938) DRB 35 233 (1938–1945) MÁV 35 233 (1945–1950) ÖStB 35.233 (1950–1953) ÖBB 35.233 (1953–1965) ÖBB Vz 01046 (1965–1969)                         | Republik Österreich / ÖBB / 1. öSEK                                                    | 2231 Strasshof an der Nordbahn Standort         | Museumslok, zerlegt |
| 57.223, Floridsdorf (1978)                                     | ÖBB 57.223 (ex kkStB 80.988)                      | E-h2               | WrN                                                      | 5285        | 1916    | kkStB 80.988 (1916–1918) DÖStB 80.988 (1918–1919) ÖStB 80.988 (1919–1921) BBÖ 80.988 (1921–1938) DRB 57 223 (1938–1945) ÖStB 57.223 (1945–1953) ÖBB 57.223 (1953–)                                                                                     | Republik Österreich / ÖBB / 1. öSEK                                                    | 2231 Strasshof an der Nordbahn Standort         | Museumslok |
| kkStB 229.222', Strasshof (1988)                               | kkStB 229.222 (ex ČSD 354.0130)                   | 1C1t-n2v           | WrN                                                      | 5444        | 1918    | kkStB 229.222 (1918) ČSD 229.222 (1918–) ČSD 354.0130 (–1938) BMB 354.0130 (1938–1945) ČSD 354.0130 (1945–1969) | Republik Österreich / ÖBB / 1. öSEK                                                    | 2231 Strasshof an der Nordbahn Standort         | Museumslok |
| ÖBB 92.2271, Grafenschlag (2010)                               | MLV 92.2271 (ex WLB 72)                           | Dt-n2v             | KrL                                                      | 7327        | 1919    | (BBÖ 178.217) WLB 72 (1919–) ÖAM 400.1 Werksbahn Gußstahlwerke Judenburg 400.1 | Museums-Lokalbahnverein Zwettl (MLV)                                                   | 3910 Zwettl, Niederösterreich                   | Betriebslokomotive (gelegentlicher Einsatz) |
| 77.28, Ampflwang (2021)                                        | ÖBB 77.28 (ex BBÖ 629.43)                         | 2C1t-h2            | KrL                                                      | 1183        | 1920    | ÖStB 629.43 (1920–1921) BBÖ 629.43 (1920–1921) DRB 77 228 (1938–1945) ÖStB 77.228 (1945–1953) ÖBB 77.28 (1953–) | ÖGEG                                                                                   | 4843 Ampflwang Standort                         | Betriebslokomotive (gelegentlicher Einsatz) |
| 270.125, Strasshof (2017)                                      | ÖBB 156.3423 (ex BBÖ 270.125)                     | 1D-h2              | Flor                                                     | 2617        | 1920    | ÖStB 270.125 (1920–1921) BBÖ 270.125 (1921–1938) DRB 56 3423 (1938–1945) ÖStB 56.3423 (1945–1953) ÖBB 156.3423 (1953–1968) | Republik Österreich / ÖBB / 1. öSEK                                                    | 2231 Strasshof an der Nordbahn Standort         | Museumslok |
| ÖBB 257.01, Straßhof (1999)                                    | ÖBB 257.601 (ex Südbahn 480.01)                   | E-h2               | StEG                                                     | 4358        | 1921    | Südbahn 480.01 (1921–1924) BBÖ 480.01 (1924–1938) DRB 57 601 (1938–1945) ÖStB 57.601 (1945–1953) ÖBB 257.601 (1953–1965) ÖBB Vz 01047 (1965–1972) | Republik Österreich / ÖBB / 1. öSEK                                                    | 2231 Strasshof an der Nordbahn Standort         | Museumslok |
| 95.112, Payerbach-Reichenau (2000)                             | ÖBB 95.112 (ex BBÖ 82.12)                         | 1E1t-h2            | WrN                                                      | 5644        | 1922    | BBÖ 82.12 (1922–1938) DRB 95 112 (1938–1945) ÖStB 95.112 (1945–1953) ÖBB 95.112 (1953–) | Republik Österreich / ÖBB / Gde. Payerbach                                             | 2650 Payerbach                                  | Denkmallok (im Freien aufgestellt). Soll durch die ÖBB restauriert werden. |
| ÖBB 33.102, Wien West (1999)                                   | ÖBB 33.102 (ex BBÖ 113.02)                        | 2D-h2              | StEG                                                     | 4694        | 1923    | BBÖ 113.02 (1923–1938) DRB 33 102 (1938–1945) ÖStB 33.102 (1945–1951) ÖBB 33.102 (1953–1965) ÖBB Vz 01045 (1965–1974) | Republik Österreich / ÖBB / 1. öSEK                                                    | 2231 Strasshof an der Nordbahn Standort         | Museumslok |
| ÖBB 58.744, Strasshof (2017)                                   | ÖBB 58.744 (ex BBÖ 81.44)                         | 1E-h2              | WrN                                                      | 5754        | 1923    | BBÖ 81.44 (1923–1938) DRB 58 744 (1938–1945) ÖStB 58.744 (1945–1953) ÖBB 58.744 (1953–) | Republik Österreich / ÖBB / 1. öSEK                                                    | 2231 Strasshof an der Nordbahn Standort         | Museumslok |
| GySEV 123, Möchhof (2025)                                      | GySEV 123                                         | 1C1t-h2            | Bp                                                       | 4888        | 1925    | GySEV 123 (1925–) | GySEV, Dauerleihgabe an das Dorfmuseum Mönchhof                                        | 7123 Mönchhof Standort                          | Dorfmuseum Mönchhof |
| 77.244. Lienz                                                  | ÖBB 77.244 (ex BBÖ 629.59)                        | 2C1t-h2            | KrL                                                      | 1424        | 1927    | BBÖ 629.59 (1927–1938) DRB 77 244 (1938–1945) ÖStB 77.244 (1945–1953) ÖBB 77.244 (1945–1973) B&B 77.250 (1973–) | Verein der Eisenbahnfreunde in Lienz (EBFL)                                            | 9900 Lienz Standort                             | Museumslok |
| 93.1326, Ampflwang (2006)                                      | ÖBB 93.1326 (ex BBÖ 378.26)                       | 1D1t-h2            | Flor                                                     | 2929        | 1927    | BBÖ 378.26 (1927–1938) DRB 93 1326 (1938–1945) ÖStB 93.1326 (1945–1953) ÖBB 93.1326 (1953–1982) | ÖGEG                                                                                   | 4843 Ampflwang Standort                         | Museumslok, zerlegt |
| NBIK 93.1332, Rosenbach (2016)                                 | ÖBB 93.1332 (ex BBÖ 378.32)                       | 1D1t-h2            | Flor                                                     | 2935        | 1927    | BBÖ 378.32 (1927–1938) DRB 93 1332 (1938–1945) ÖStB 93.1332 (1945–1953) ÖBB 93.1332 (1953–1976) Tegernseebahn 93.1332 (1976–1996) | Nostalgiebahnen in Kärnten (NBiK)                                                      | 9170 Ferlach Standort                           | Betriebslokomotive (gelegentlicher Einsatz) |
| ÖBB 93.1335. Sigmungsherberg (2009)                            | ÖBB 93.1335 (ex BBÖ 378.35)                       | 1D1t-h2            | Flor                                                     | 2938        | 1927    | BBÖ 378.35 (1927–1938) DRB 93 1335 (1938–1945) ÖStB 93 1335 (1945–1953) ÖBB 93.1335 (1953–) | Waldviertler Eisenbahnmuseum                                                           | 3751 Sigmundsherberg                            | Museumslok |
| ÖBB 93.1364, Ernstbrunn (2017)                                 | ÖBB 93.1364 (ex BBÖ 378.64)                       | 1D1t-h2            | StEG                                                     | 4783        | 1927    | BBÖ 378.64 (1927–1938) DRB 93 1364 (1938–1945) ÖStB 93.1364 (1945–1953) ÖBB 93.1364 (1953–1977) |                                                                                        | 2115 Ernstbrunn                                 | Denkmallok (im Freien aufgestellt) |
| 93.1379, Bf Schwarzach-St. Veit (2017)                         | ÖBB 93.1379 (ex BBÖ 378.79)                       | 1D1t-h2            | StEG                                                     | 4798        | 1927    | BBÖ 378.79 (1927–1938) DRB 93 1379 (1938–1945) ÖStB 93.1379 (1945–1953) ÖBB 93.1379 (1953–1976) |                                                                                        | 5620 Schwarzach im Pongau                       | Denkmallok (im Freien aufgestellt) |
| 93.1394, Ampflwang (2006)                                      | ÖBB 93.1394 (ex BBÖ 378.94)                       | 1D1t-h2            | StEG                                                     | 4813        | 1927    | BBÖ 378.94 (1927–1938) DRB 93 1394 (1938–1945) ÖStB 93.1394 (1945–1953) ÖBB 93.1394 (1953–) | ÖGEG                                                                                   | 4843 Ampflwang                                  | Museumslok |
| 392.2510, Ampflwang (2006)                                     | ÖBB 392.2510 (ex BBÖ 478.10)                      | Dt-h2              | WrN                                                      | 5781        | 1927    | BBÖ 478.10 (1927–1938) DRB 92 2510 (1938–1945) ÖStB 92.2510 (1945–1953) ÖBB 392.2510 (1953–1970) | ÖGEG                                                                                   | 4843 Ampflwang Standort                         | Museumslok |
| 392.2530, Ampflwang (2021)                                     | ÖBB 392.2530 WTK 4 (ex BBÖ 478.30)                | Dt-h2              | WrN                                                      | 5801        | 1927    | BBÖ 478.30 (1927–1938) DRB 92 2330 (1938–1939) DRB 92 2530 (1939–1945) ÖStB 92.2530 (1945–1953) ÖBB 92.2530 (1953–1955) ÖBB 392.2530 (1955–1966) WTK 4 (1966–1984)                                                                                     | ÖGEG                                                                                   | 4843 Ampflwang Standort                         | Betriebslokomotive (gelegentlicher Einsatz) |
| 93.1420, Waldmühle (2012)                                      | ÖBB 93.1420 (ex BBÖ 378.120)                      | 1D1t-h2            | Flor                                                     | 2980        | 1928    | BBÖ 378.120 (1928–1938) DRB 93 1420 (1938–1945) ÖStB 93 1420 (1945–1953) ÖBB 93.1420 (1953–1956) StLB 93 (1956–1987) | Verein Neue Landesbahn                                                                 | 2130 Mistelbach                                 | Museumslok (momentan nicht betriebsfähig) |
| 93.1421, Sigmundsherberg (2020)                                | ÖBB 93.1421 (ex BBÖ 378.121)                      | 1D1t-h2            | Flor                                                     | 2981        | 1928    | BBÖ 378.121 (1928–1938) DRB 93 1421 (1938–1945) ÖStB 93.1421 (1945–1953) ÖBB 93.1421 (1953–1976) | Waldviertler Eisenbahnmuseum                                                           | 3751 Sigmundsherberg                            | Museumslok |
| 93.1422, Absdorf-Hippersdorf (2017)                            | ÖBB 93.1422 (ex 378.122)                          | 1D1t-h2            | Flor                                                     | 2982        | 1928    | BBÖ 378.122 (1928–1938) DRB 93 1422 (1938–1945) ÖStB 93.1422 (1945–1953) ÖBB 93.1422 (1953–1980) srb 93.1422 (1990–) |                                                                                        | 3462 Absdorf                                    | Denkmallok am Bf. Absdorf-Hippersdorf (im Freien aufgestellt) |
| 93.1403, Strasshof (2014)                                      | ÖBB 93.1403 (ex BBÖ 378.103)                      | 1D1t-h2            | StEG                                                     | 4827        | 1928    | BBÖ 378.103 (1928–1938) DRB 93 1403 (1938–1945) ÖStB 93.1403 (1945–1953) ÖBB 93.1403 (1953–1975) | Republik Österreich / ÖBB / 1.öSEK                                                     | 2231 Strasshof an der Nordbahn Standort         | Museumslok 1979–1989 Denkmal in Leobersdorf 2009–2011 Korneuburg |
| MLV 93.1434, Zwettl (2007)                                     | ÖBB 93.1434 (ex 378.134)                          | 1D1t-h2            | WrN                                                      | 5821        | 1928    | BBÖ 378.134 (1928–1938) DRB 93 1434 (1938–1945) ÖStB 93.1434 (1945–1953) ÖBB 93.1434 (1953–) | Museums-Lokalbahnverein Zwettl (MLV)                                                   | 3910 Zwettl, Niederösterreich                   | Museumslok |
|                                                                | CFR 50.459                                        | E-h2               | AEG                                                      | 4414        | 1930    | CFR 50.459 (1930–) | ÖGEG                                                                                   | 4843 Ampflwang Standort                         | Museumslok oder Ersatzteilspender |
| ÖBB 93.1455, Floridsdorf (1977)                                | ÖBB 93.1455 (ex BBÖ 378.155)                      | 1D1t-h2            | Flor                                                     | 3004        | 1931    | BBÖ 378.155 (1931–1938) DRB 93 1455 (1938–1945) ÖStB 93.1455 (1945–1953) ÖBB 93.1455 (1953–1978) | ÖGEG                                                                                   | 4843 Ampflwang Standort                         | Museumslok |
| 78.606, Strasshof (2018)                                       | ÖBB 78.606 (ex BBÖ 729.06)                        | 2C2t-h2            | Flor                                                     | 3050        | 1931    | BBÖ 729.06 (1931–1938) DRB 78 606 (1938–1945) ÖStB 78.606 (1945–1953) ÖBB 78.606 (1953–1972) | Republik Österreich / ÖBB / 1. öSEK                                                    | 2231 Strasshof an der Nordbahn Standort         | Museumslok zuvor Denkmal Amstetten |
| CFR 50 519, Ampflwang (2006)                                   | CFR 50.519                                        | E-h2               | Malaxa                                                   | 45          | 1931    | CFR 50.519 (1931–) | ÖGEG                                                                                   | 4843 Ampflwang Standort                         | Museumslok oder Ersatzteilspender |
| CFR 230 174, Ampflwang (2006)                                  | CFR 230.174                                       | 2C-h2              | Reşiţa                                                   | 211         | 1933    | CFR 230.174 (1933–) | ÖGEG                                                                                   | 4843 Ampflwang Standort                         | Museumslok oder Ersatzteilspender |
| 01 533, Ampflwang (2006)                                       | DR 01 533                                         | 2C1-h2             | Krupp                                                    | 1413        | 1934    | DRB 01 116 (1934–1945) DR 01 116 (1945–1964) DR 01 533 (1964–) DR 01 1533 (–1986) | ÖGEG                                                                                   | 4843 Ampflwang Standort                         | Museumslok, 1964 rekonstruiert aus 01 116 im RAW Meiningen (Fabriknummer Raw Meiningen 1964/136) |
|                                                                | CFR 50.608                                        | E-h2               | Malaxa                                                   | 144         | 1934    | CFR 50.608 | ÖGEG                                                                                   | 4843 Ampflwang* Standort                        | * dzt. Ersatzteilspender in Cluj (RO)? |
| 3071.01, Strasshof (2000)                                      | BBÖ DT1.07 (ex ÖBB 3071.07)                       | 1B1t-h2            | Flor                                                     | 3081        | 1935    | BBÖ DT 1.07 (1935–1938) DRB 71 507 (1938–1945) ÖStB 71.507 (1938–1945) ÖBB 3071.07 (1953–1968) | Republik Österreich / ÖBB / 1. öSEK                                                    | 2231 Strasshof an der Nordbahn Standort         | Museumslok |
| ÖGEG 638.1301, Ampflwang (2006)                                | ÖGEG 638.1301 (ex CFR 230.301)                    | 2C-h2              | Reşiţa                                                   | 316         | 1935    | CFR 230.301 (1935–) | ÖGEG                                                                                   | 4843 Ampflwang                                  | Nicht Betriebsfähig (seit September 2017 abgestellt) |
| 12.10, Wien (1980)                                             | ÖBB 12.10 (ex BBÖ 214.10)                         | 1D2-h2             | Flor                                                     | 3101        | 1936    | BBÖ 214.10 (1936–1938) DRB 12 010 (1938–1945) ÖStB 12.010 (1945–1953) ÖBB 12.10 (1953–) | Eigentümer: Technisches Museum Wien                                                    | 1150 Wien Standort                              | Museumslok |
| 57.2770, Ampflwang (2021)                                      | ÖGEG 657.2770 (ex CFR 50.770)                     | E-h2               | Malaxa                                                   | 299         | 1938    | CFR 50.770 (1938–) | ÖGEG                                                                                   | 4843 Ampflwang                                  | Betriebslokomotive (gelegentlicher Einsatz) |
| 78.618, Mikulov (2014)                                         | ÖBB 78.618                                        | 2C2t-h2            | WLF                                                      | 3152        | 1938    | (BBÖ 729.18) DRB 78 658 (1938) DRB 78 618 (1938–1945) ÖStB 78.618 (1945–1953) ÖBB 78.618 (1945–1972) ÖBB Vz 01085 (1972–1976) | ÖGEG                                                                                   | 4843 Ampflwang Standort                         | Betriebslokomotive (gelegentlicher Einsatz) |
| 78.625, Ampflwang (2006)                                       | ÖBB 78.625                                        | 2C2t-h2            | WLF                                                      | 3160        | 1938    | (BBÖ 729.25) DRB 78 665 (1938) DRB 78 625 (1938–1945) ÖStB 78.625 (1945–1953) ÖBB 78.625 (1953–1968) ÖBB Vz 01053 (1969–1978) | ÖGEG                                                                                   | 4843 Ampflwang Standort                         | Ersatzteilspender, nur mehr Reste: „nur mehr der Kessel auf dem Rahmen und dieser auf ein paar Rädern/Achsen, ohne Führerhaus“ |
| ÖGEG 12-14, Graz GKB (1993) 48° 05' 29,08" N, 13° 33' 39,76" O | ÖGEG 12.14 (ex CFR 142.063)                       | 1D2-h2             | Malaxa                                                   | 401         | 1939    | CFR 142.063 | ÖGEG                                                                                   | 4843 Ampflwang Standort                         | Museumslok |
|                                                                | DR 50 3506                                        | 1E-h2              | Krupp                                                    | 2364        | 1940    | DRB 50 903 (1940–1945) DR 50 903 (1945–1957) DR 50 3506 (1957–1992) DR 050 506-5" (1992) | ÖGEG                                                                                   | 4843 Ampflwang Standort                         | Museumslok oder Ersatzteilspender |
| 50 3519, Ampflwang (1995)                                      | DR 50 3519                                        | 1E-h2              | Henschel                                                 | 24976       | 1940    | DRB 50 342 (1949–1945) DR 50 342 (1945–1958) DR 50 3519 (1958–1992) DR 050 519-8 (1992) | ÖGEG                                                                                   | 4843 Ampflwang Standort                         | Museumslok, 1958 rekonstruiert aus 50 342 im RAW Stendal |
|                                                                | DR 50 3689                                        | 1E-h2              | Henschel                                                 | 25766       | 1940    | DRB 50 547 (1940–1945) DR 50 547 (1945–1961) DR 50 3689 (1961–) | ÖGEG                                                                                   | 4843 Ampflwang Standort                         | Museumslok |
|                                                                | DR 50 1002                                        | 1E-h2              | Schichau                                                 | 3427        | 1940    | DRB 50 1002 (1940–1945) DR 50 1002 (1945–1991) | ÖGEG                                                                                   | 4843 Ampflwang Standort                         | Museumslok |
| ÖGEG 44.661, Selzthal (2003)                                   | DR 44 661                                         | 1E-h3              | Borsig                                                   | 15117       | 1941    | DRB 44 661 (1941–1945) DR 44 661 (1945–1970) DR 44 0661-7 (1970–1982) DR 44 2661 (1982–1992) | ÖGEG                                                                                   | 4843 Ampflwang Standort                         | Museumslok |
| ÖGEG 86 501, Selzthal (2003)                                   | DR 86 501                                         | 1D1t-h2            | Henschel                                                 | 26720       | 1942    | DRB 86 501 (1942–1945) DR 86 501 (1945–1970) DR 86 1501-5 (1970–1982) DR 86 501 (1982–1992) | ÖGEG                                                                                   | 4843 Ampflwang Standort                         | Museumslok |
|                                                                | ÖBB 86.476                                        | 1D1t-h2            | DWM                                                      | 461         | 1942    | DRB 86 476 (1942–1945) ÖStB 86 476 (1945–1953) ÖBB 86.476 (1953–) | ÖGEG                                                                                   | 4843 Ampflwang Standort                         | Museumslok |
| OBB 297 401, Vordernberg (2004)                                | ÖBB 297.401                                       | 1F1zzt-h2          | WLF                                                      | 9100        | 1942    | (BBÖ 369.01) DRB 97 401 (1941–1945) ÖStB 97.401 (1945–1953) ÖBB 297.401 (1953–1968) | Republik Österreich / ÖBB / Erzbergbahn                                                | 8794 Vordernberg                                | Denkmallok (im Freien aufgestellt). Soll durch die ÖBB restauriert werden. |
| 44 1614, Ampflwang (2006)                                      | DR 44 1614                                        | 1E-h3              | Krenau                                                   | 1102        | 1943    | DRB 44 614 (1943–1945) DR 44 0614 (1945–1970) DR 44 1614 (1982–1992) | ÖGEG                                                                                   | 4843 Ampflwang Standort                         | Museumslok |
|                                                                | DR 52 8003                                        | 1E-h2              | BMAG                                                     | 12810       | 1943    | DRB 52 6357 (1943–1945) DR 52 6357 (1945–1960) DR 52 8003 | ÖGEG                                                                                   | 4843 Ampflwang Standort                         | Museumslok |
| 52 8134, Ampflwang (2021)                                      | DR 52 8134                                        | 1E-h2              | WLF                                                      | 16591       | 1943    | DRB 52 7138 (1943–1949) DR 52 7138 (1949–1965) DR 52 8134 (1965–1970) DR 52 8134-0 (1970–1992) DR 052 134-4 (1992–1995) | ÖGEG                                                                                   | 4843 Ampflwang Standort                         | Museumslok, davor Eisenbahnfreunde Betzdorf (1997–2016), davor Privat (1995–1997) |
| JŽ 33-240, Sankt Pölten-Harland (2023)                         | JŽ 33-240 (ex DRB 52 460)                         | 1E-h2              | Borsig                                                   | 15557       | 1943    | DRB 52 460 (1943–1945) DB 52 460 (1949–1951) JDŽ 33-240 (1951–1953) JŽ 33-240 (1953–) | Privat                                                                                 | 3100 St. Pölten-Harland (ehemalige Zwirnfabrik) | Denkmallok (im Freien aufgestellt) |
| 52.100, Strasshof (1997)                                       | öSEK 52 100 (ex JŽ 33-044)                        | 1E-h2              | KrMa                                                     | 16411       | 1943    | DRB 52 100 (1943–1945) JDŽ 33-044 (1945–1953) JŽ 33-044 (1953–) | Austrovapor                                                                            | 2231 Strasshof an der Nordbahn Standort         | Betriebslokomotive (gelegentlicher Einsatz) |
| ÖBB 52.7046, Selzthal (2019)                                   | ÖBB 52.7046                                       | 1E-h2              | WLF                                                      | 16499       | 1943    | DRB 52 7046 (1943–1945) ÖStB 52.7046 (1945–1953) ÖBB 52.7046 (1953–) | Gemeinde Selzthal                                                                      | 8900 Selzthal Standort                          | Denkmallok (im Freien aufgestellt) |
| 52 7102, Wien (2008)                                           | ÖBB 52.7102                                       | 1E-h2              | WLF                                                      | 16555       | 1943    | DRB 52 7102 (1943–1945) ÖStB 52.7102 (1945–1953) ÖBB 52.7102 (1953–) | ÖGEG                                                                                   | 4843 Ampflwang Standort                         | Museumslok |
| 52.3517, Ampflwang (2006)                                      | ÖBB 52.3517                                       | 1E-h2              | KrMa                                                     | 16643       | 1943    | DRB 52 3517 (1943–1945) ÖStB 52.3517 (1945–1953) ÖBB 52.3517 (1953–) | ÖGEG                                                                                   | 4843 Ampflwang Standort                         | Museumslok |
|                                                                | DR 52 8096                                        | 1E-h2              | Henschel                                                 | 27480       | 1943    | DRB 52 2312 (1943–1945) DR 52 2312 (1945–1963) DR 52 8096 (1963–) | ÖGEG                                                                                   | 4843 Ampflwang Standort                         | Museumslok |
|                                                                | DR 52 8124                                        | 1E-h2              | Henschel                                                 | 27669       | 1943    | DRB 52 2501 (1943–1945) DR 52 2501 (1945–1965) DR 52 8124 (1965–) | ÖGEG                                                                                   | 4843 Ampflwang Standort                         | Museumslok |
| Mürzzuschlag JŽ 33-329 (2014)                                  | JŽ 33-329 (ex DRB 52 5422)                        | 1E-h2              | Schichau                                                 | 3700        | 1943    | DRB 52 5422 (1943–1945) SZD TЗ-5422 (–1966) JŽ 33-329 (1966–) | Südbahnmuseum Mürzzuschlag                                                             | 8680 Mürzzuschlag Standort                      | Museumslok |
| 52.1198, Selzthal (1993)                                       | ÖBB 52.1198                                       | 1E-h2              | DWM                                                      | 612         | 1943    | DRB 52 1198 (1943–1945) MÁV n/A (n/A) ÖBB 52.1198 (1953–1973) | ÖGEG                                                                                   | 4843 Ampflwang Standort                         | Museumslok |
|                                                                | DR 44 1595                                        | 1E-h3              | Graffenstaden                                            | 7865        | 1943    | DRB 44 1595 (1943–1945) DR 44 1595 (1945–1970) DR 44 0595-7 (1970–1982) DR 44 1595 (1982–1993) | ÖGEG                                                                                   | 4843 Ampflwang Standort                         | Ersatzteilspender |
| 52.3316, Ampflwang (2006)                                      | ÖBB 52.3316                                       | 1E-h2              | Jung / Jungenthal                                        | 11327       | 1944    | DRB 52 3316 (1944–1945) ÖStB 52.3316 (1945–1953) ÖBB 52.3316 (1953–) | ÖGEG                                                                                   | 4843 Ampflwang Standort                         | Museumslok |
| 52.4984, Wien Süd (2008)                                       | ÖBB 52.4984 (ex JŽ 33-227)                        | 1E-h2              | MBA                                                      | 14045       | 1944    | DRB 52 4984 (1944–1945) BDŽ 52 4984 (1945–1948) JŽ 33-227 (1948–) ÖBB 52.4984 | Lokteam, Verein zum Erhalt und Betrieb des Dampftriebfahrzeugs 52.4984                 | 2521 Trumau                                     | Betriebslokomotive (gelegentlicher Einsatz), davor Verein der Eisenbahn-Akademiker (VdEA) |
|                                                                | DR 52 8196                                        | 1E-h2              | Krenau                                                   | 1407        | 1944    | DRB 52 5374 (1944–1945) DR 52 5374 (1945–1967) DR 52 8196 (1967–) | ÖGEG                                                                                   | 4843 Ampflwang Standort                         | Museumslok |
| 52.855, Sigmundsherberg (2020)                                 | ÖBB 52.855                                        | 1E-h2              | Krenau                                                   | 1476        | 1944    | DRB 52 855 (1944–1945) ÖStB 52.855 (1945–1953) ÖBB 52.855 (1953–) | Gewerkschaft der Eisenbahner / Waldviertler Eisenbahnmuseum                            | 3751 Sigmundsherberg                            | Museumslok |
| 52.7593, Strasshof (2024)                                      | ÖBB 52.7593                                       | 1E-h2              | WLF                                                      | 16941       | 1944    | DRB 52 7593 (1944–1945) ÖStB 52.7593 (1945–1953) ÖBB 52.7593 (1953–1976) | Republik Österreich / ÖBB / Strasshof                                                  | 2231 Strasshof an der Nordbahn Standort         | Denkmallok (im Freien aufgestellt, seit 2022 Überdacht) |
| 52.7594, Strasshof (2004)                                      | ÖBB 52.7594                                       | 1E-h2              | WLF                                                      | 16942       | 1944    | DRB 52 7594 (1944–1945) ÖStB 52.7594 (1945–1953) ÖBB 52.7594 (1945–) | Republik Österreich / ÖBB / 1. öSEK                                                    | 2231 Strasshof an der Nordbahn Standort         | Museumslok |
| 52.3816, Lienz (2019)                                          | ÖBB 52.3816                                       | 1E-h2              | WLF                                                      | 17305       | 1944    | DRB 52 3816 (1944–1945) ÖStB 52.3816 (1945–1953) ÖBB 52.3816 (1953–) | Verein der Eisenbahnfreunde in Lienz (EBFL)                                            | 9900 Lienz Standort                             | Museumslok |
| 52 8186, Voest Linz (1996)                                     | DR 52 8186                                        | 1E-h2              | Schichau                                                 | 4111        | 1944    | DRB 52 632 (1944–1945) DR 52 632 (1945–1967) DR 52 8186 (1967–) | ÖGEG                                                                                   | 4843 Ampflwang Standort                         | ÖGEG: Jung / Jungenthal 11858 / 1944 |
| 52.4552, Ampflwang (2006)                                      | ÖBB 52.4552                                       | 1E-h2              | DWM                                                      | 869         | 1944    | DRB 52 4552 (1944–1945) ÖStB 52.4552 (1945–1953) ÖBB 52.4552 (1953–) | ÖGEG                                                                                   | 4843 Ampflwang Standort                         | Museumslok |
| 42.2708, Strasshof (2004)                                      | ÖBB 42.2708                                       | 1E-h2              | WLF                                                      | 17591       | 1946    | ÖStB 42.2708 (1946–1953) ÖBB 42.2708 (1953–) | Republik Österreich / ÖBB / 1. öSEK                                                    | 2231 Strasshof an der Nordbahn Standort         | Museumslok |
| ÖBB 898.01, Probstdorf (2019)                                  | ÖBB 989.01                                        | Ct-n2              | Vulcan (Wilkes-Barre)                                    | 4434        | 1944    | US Army 1961 (1944–1946) ÖStB 1961 (1946–1953) ÖBB 989.01 (1953–1963) Zuckerfabrik Siegendorf n/A (1963–) | Probstdorf (bei Groß-Enzersdorf)                                                       | 2301 Groß-Enzersdorf Standort                   | Status unklar |
| BDŽ 16.19, Ampflwang (2014)                                    | BDŽ 16.19 (ex WLF 42.2750)                        | 1E-h2              | WLF                                                      | 17636       | 1948    | Vorratslok WLF 42.2750 (1948–1952) BDŽ 16.19 (1952–) | ÖGEG                                                                                   | 4843 Ampflwang Standort                         | Museumslok |
|                                                                | BDŽ 16.18 (ex WLF 42.2753)                        | 1E-h2              | WLF                                                      | 17639       | 1948    | Vorratslok WLF 42 2753 (1948–1952) BDŽ 16.18 (1952–) | ÖGEG                                                                                   | 4843 Ampflwang Standort                         | Museumslok, jüngste in Österreich erhaltene in Österreich gebaute Staatsbahnlok |
| 919.138, Wien Ost (2002)                                       | B&B 919.138 (ex PKP Pt 47-138)                    | 1D1-h2             | Cegielski                                                | 1340        | 1949    | PKP Pt 47-138 (1949–) | Brenner & Brenner                                                                      | 1190 Wien                                       | Museumslok, Status unklar |
| GySEV 124, Schwechat (2013)                                    | GySEV 124 (ex MÁV 375,675)                        | 1C1t-h2            | Bp                                                       | 6169        | 1950    | MÁV 375,675 (1950–1953) GySEV 124 (1953–) | VEF                                                                                    | 2320 Schwechat Standort                         | Betriebslokomotive (gelegentlicher Einsatz) |

### Lokomotiven, die für nicht-öffentliche Bahnen gebaut wurden (Werklokomotiven)
| Foto                                                         | Nummer oder Name                                       | Bauart / Achsfolge | Hersteller        | Fabrik- nr. | Baujahr | Historie | Eigentümer / Betreiber / Strecke                                               | Standort                                | Bemerkungen |
| ------------------------------------------------------------ | ------------------------------------------------------ | ------------------ | ----------------- | ----------- | ------- | --- | ------------------------------------------------------------------------------ | --------------------------------------- | --- |
| Fanny, Wiener Neustadt (2004)                                | ’Fanny’                                                | Bt-n2              | WrN               | 1112        | 1870    | Lokomotivfabrik Wiener Neustadt ’Fanny’ (1870–) Raxwerke, Wiener Neustadt ’Fanny’ |                                                                                | 2700 Wiener Neustadt                    | Denkmallok am Geländer der ehemaligen Lokomotivfabrik Wiener Neustadt, Pottendorfer Straße (im Freien aufgestellt) |
| Bergbaumuseum Fohnsdorf (2023)                               | ’Hohenzollern’                                         | B-fl               | Hoh               | 482         | 1889    | Österreichisch-Alpine Montangesellschaft, Bergbau Fohnsdorf (1889–) | Montanmuseum Fohnsdorf                                                         | 8753 Fohnsdorf                          | Denkmallok |
|                                                              | Werklok Kern IV                                        | Bt-n2              | KrL               | 3230        | 1896    | Zuckerfabrik Melnik (1896–) Brauerei Göß (–1960) Zementwerk Kern, Peggau (1960–1981) | Verein zur Förderung von Klein- und Lokalbahnen / Privat, Bahnhof Breitstetten | 2285 Leopoldsdorf im Marchfelde         | Schrott |
| Brünn, Eisenbahnmuseum Schwechat (2009)                      | ’Brünn’                                                | Bt-n2              | KrL               | 3231        | 1896    | Bau- und Betriebsunternehmen Patzenhofer ’Brünn’ (1896–) Werksbahn Zuckerfabrik Siegendorf ’Brünn’ | Verein zur Förderung von Klein- und Lokalbahnen                                | 2320 Schwechat Standort                 | Museumslok |
| StEG 3714/1910, Lauffen (2019)                               | 2 ’Wien’                                               | B1t-n2             | StEG              | 3714        | 1910    | StEG-Werk Wien 2 (1910–1934) Zuckerfabrik Siegendorf 2 ’Wien’ (1934–) | Museum Fahrzeug – Technik – Luftfahrt, Sulzbach 178                            | 4820 Bad Ischl Standort                 | Denkmallok (im Freien aufgestellt) |
| Lagerhaus 1, Strasshof, Heizhaus (1999)                      | ’Lagerhaus 1’                                          | Bt-n2              | StEG              | 3841        | 1912    | Lagerhaus Stadt Wien ’Lagerhaus 1’ (1912–) | Privat / 1. öSEK                                                               | 2231 Strasshof an der Nordbahn Standort | Museumslok, restauriert |
| B-fl ex Neusidler AG (Ulmerfeld-Hausmening), Sulzbach (2021) | Neusiedler Papierfabrik 2                              | B-fl               | O&K               | 8194        | 1917    | Wagenmann, Seybel & Comp., k.k priv. Fabrik Chemischer Produkte Shell-Mineralöl, Tanklager, Wien-Floridsdorf Neusiedler Papierfabrik AG, Theresienfeld Neusiedler Papierfabrik AG, Ulmerfeld-H. 2 Museum Fahrzeug – Technik – Luftfahrt | Museum Fahrzeug – Technik – Luftfahrt, Sulzbach 178                            | 4820 Bad Ischl Standort                 | im Freien aufgestellt |
| Phoenix, Shopping Nord Graz 1 (2023)                         | Schoeller-Bleckmann ’Phoenix’                          | Ct-n2              | Flor              | 2678        | 1920    | Bleckmann-Stahlwerke Mürzzuschlag ’Phoenix’ (1920–) Schoeller-Bleckmann, Mürzzuschlag 'Phoenix' | Fachmarktzentrum Shopping Nord, Graz (nahe McDonalds-Restaurant)               | 8051 Graz-Gösting Standort              | Denkmallok (im Freien aufgestellt) |
|                                                              | Werklok Papierfabrik Nettingsdorf                      | B-fl               | KrL               | 1180        | 1921    | Papierfabrik Nettingsdorf | Papier und Sulfatzellulose-Fabrik Nettingsdorf                                 | 4052 Ansfelden                          | Status unklar (1983 btrf, 07.1993 a vh) |
| Dora, Ampflwang (2006)                                       | VÖEST ’Dora’                                           | Bt-n2              | Jung / Jungenthal | 3237        | 1922    | Bergwerks-Gesellschaft Trier, Hamm ’Trier’ Hoesch AG, Zeche Radbod, Hamm ’Trier’ VÖEST ’Dora’ | Dora, Club für Industriebahngeschichte, Linz                                   | 4020 Linz                               | Betriebslokomotive (gelegentlicher Einsatz) |
| ZF Bruck an der Leitha 'DZ 1', Strasshof (2007)              | Werklok der ÖZI, Zuckerfabrik Bruck an der Leitha      | Bt-n2              | StEG              | 4692        | 1923    | ÖZI ZF Bruck an der Leitha ’Johanna’ (1923–1977) | 1. öSEK                                                                        | 2231 Strasshof an der Nordbahn Standort | Museumslok 1977–2001 Denkmal in der ZF Bruck a. d. Leitha |
| Dampflokomotive Günther, Knorr-Bremse, Mödling (2003)        | Zuckerfabrik Dürnkrut ’Günther’                        | Ct-n2              | Flor              | 3007        | 1930    | Drehersche Brauerei, Schwechat (1930–1955) Zuckerfabrik Dürnkrut (1955–) Knorr-Bremse, Mödling ’Günther’ (–) 1. öSEK / Strasshof ’Günther’ (–)                                                                                          | 1. öSEK                                                                        | 2231 Strasshof an der Nordbahn Standort | Museumslok |
| 88.103, Ferlach (2021)                                       | NBiK 88.103 (ex SBS 03)                                | Bt-n2              | WLF               | 9102        | 1941    | Schoeller-Bleckmann Stahlwerke, Ternitz SBS 03 (1941–) NBiK 88.103 | Nostalgiebahn in Kärnten (NBiK)                                                | 9170 Ferlach Standort                   | Betriebslokomotive (gelegentlicher Einsatz) |
| B-fl ex Papierfabrik Villach. Ferlach (2019)                 | Papierfabrik Villach-St. Magdalen                      | B-fl               | WLF               | 9195        | 1941    | Nova ErdölgesmbH Wien Gross Schwechat (1941–) Papierfabrik Villach-St. Magdalen | Nostalgiebahn in Kärnten (NBiK)                                                | 9170 Ferlach Standort                   | Museumslok |
| VOEST 102, Wiener Neudorf (2003)                             | VÖESt 102                                              | B-fl               | WLF               | 9083        | 1942    | Reichswerke Hermann Göring, Linz (1942–) VÖESt Linz 102 (–1983) Papier- und Zellstofffabrik Hallein 102 (1983–1984) Papier- und Zellstofffabrik Villach 102 (1984–1987)                                                                 | Boels Maschinenverleih                                                         | 2351 Wiener Neudorf                     | Denkmallok neben der Autobahnabfahrt Wiener Neudorf (im Freien aufgestellt), davor Eigentümer Badjura und Petri (198x–1998), Bahnbau Petri (1998–2010), M.R. Drott (2010–2015) |
|                                                              | VÖESt 101                                              | B-fl               | WLF               | 9084        | 1942    | Reichswerke Hermann Göring, Linz 101 (1942–) VÖESt Linz 101 Bunzl & Biach, Ortmann n/A | Denkmallok in St. Andrä am Zicksee                                             | 7161 St. Andrä am Zicksee               | Denkmallok (im Freien aufgestellt) Existenz fraglich |
| Gilli-Dampfspeicherlokomotive, Strasshof (2003)              | Gilli-Werklok Lenzing                                  | B-fl               | WLF               | 16104       | 1944    | Werksbahn Zellwolle Lenzing AG Werklok (1944–) | 1. öSEK                                                                        | 2231 Strasshof an der Nordbahn Standort | Museumslok, Dampfspeicherlok Bauart Gilli |
| SBS 01, Wien Nord (1987)                                     | SBS 01                                                 | Bt-n2              | WLF               | 16111       | 1944    | Schoeller-Bleckmann Stahlwerke, Ternitz SBS 01 | ÖGEG                                                                           | 4843 Ampflwang Standort                 | Museumslok |
| Lenzing AG N° 1, Ampflwang (2006)                            | Lenzing 1                                              | C-fl               | KrMa              | 17676       | 1950    | Lenzing AG 1 (1950–) | ÖGEG                                                                           | 4843 Ampflwang Standort                 | Museumslok |
| Lokomotive 'Neue', Ampflwang (2006)                          | Schoeller-Bleckmann 'Neue'                             | Ct-n2              | WLF               | 17689       | 1952    | Schoeller-Bleckmann, Mürzzuschlag 'Neue' (1952–) | ÖGEG                                                                           | 4843 Ampflwang Standort                 | Museumslok, jüngste in Österreich gebaute Dampflok in Österreich (die bei WLF gebauten YG der Indian Railways sind jünger) |
| Lenzing AG N° 2, Ampflwang (2014)                            | Lenzing 2                                              | C-fl               | KrMa              | 18157       | 1954    | Lenzing AG 2 (1954–) | ÖGEG                                                                           | 4843 Ampflwang Standort                 | Museumslok |
|                                                              | Neusiedler Papierfabrik 3 ’Hermine’                    | C-fl               | Babelsberg        | 146744      | 1961    | VEB Braunkohlenkombinat „Erich Weinert“, Deuben, Synthesewerk Schwarzheide MIBRAG, BKW Deuben Neusiedler Papierfabrik AG, Ulmerfeld-H. 3 ’Hermine’                                                                                      | Neusiedler Papierfabrik AG                                                     | 3363 Ulmerfeld-Hausmening               | |
| Lok 1 der OMV. Strasshof (2006)                              | OMV Lok 1                                              | C-fl               | WLF               | 18185       | 1961    | ÖMV Lok 1 OMV Lok 1 | 1. ÖSEK                                                                        | 2231 Strasshof an der Nordbahn Standort | Museumslok |
| ÖMV Nr. 4, Strasshof (2007)                                  | OMV Lok 4                                              | C-fl               | WLF               | 18458       | 1973    | ÖMV Lok 4 OMV Lok 4 | Republik Österreich / ÖBB / 1. öSEK                                            | 2231 Strasshof an der Nordbahn Standort | Museumslok, letzte in Österreich gebaute Dampflok (feuerlos) |
|                                                              | Neusiedler Papierfabrik 4                              | C-fl               | Meiningen         | 03109       | 1986    | VEB Betonwerk Heringen, Werk Rudolfstadt Lok 2 (1986–) ÖGEG (1991–1994) Neusiedler Papierfabrik AG, Ulmerfeld-H. 4 (1994–) | Neusiedler Papierfabrik AG                                                     | 3363 Ulmerfeld-Hausmening               | Museumslok |
| Leuna-Werke 'Walter Ulbricht' N° 1, Ampflwang (2006)         | VEB Leuna Werke ’Walter Ulbricht’ BT Hirschfelde Lok 1 | C-fl               | Meiningen         | 03129       | 1986    | VEB Leuna Werke ’Walter Ulbricht’ BT Hirschfelde Lok 1 | ÖGEG                                                                           | 4843 Ampflwang Standort                 | Museumslok |
|                                                              | Neusiedler Papierfabrik ’Walter’                       | C-fl               | Meiningen         | 03158       | 1987    | Heizkraftwerk Pirna (DDR) (1987–1995) Chemiefaserwerk Lenzing ’Pirna’ (1995–2006) Neusiedler Papierfabrik AG, Ulmerfeld-H. ’Walter’ (2006–)                                                                                             | Neusiedler Papierfabrik AG                                                     | 3363 Ulmerfeld-Hausmening               | Letzte Dampfspeicherlokomotive Österreichs in industrieller Nutzung |
| Traun, 14. Mai 2023                                          | Lenzing AG ’Wolfen’                                    | C-fl               | Meiningen         | 03187       | 1987    | VEB Filmfabrik Wolfen (DDR) 1 (1987–1995) Chemiefaserwerk Lenzing (1995–200x) | aktueller Eigentümer unklar                                                    | 4050 Traun                              | Denkmallok, ursprüngl. von Schauer Bau aufgestellt, Privatbesitz Fam. Schauer oder Übernahme durch Universale Bau und später Alpine-Mayreder? Die nach dem Alpine-Konkurs am Gelände eingemietete Hinteregger Bahnbau war kein Rechtsnachfolger der Alpine und damit keinesfalls Eigentümer der Lok. |

### Normalspurdampflokomotiven, die in Klima-Schneepflüge umgebaut wurden
Eine große Anzahl von Dampflokomotiven wurde in Klima-Schneepflüge umgebaut. Einige davon stehen noch heute im regulären Einsatz.
Von den Dampflokomotiven wurden im Zuge der Umbauten lediglich Teile des Rahmens sowie Achsen und Räder verwendet. In wenigen Fällen wurden auch weitere Bauteile, etwa Zylinder, am Schneepflug belassen.

| Foto                                                       | Nummer oder Name                        | Bauart / Achsfolge     | Hersteller          | Fabrik- nr. | Baujahr | Historie | Eigentümer / Betreiber / Strecke            | Standort                                | Bemerkungen                                                                     |
| ---------------------------------------------------------- | --------------------------------------- | ---------------------- | ------------------- | ----------- | ------- | --- | ------------------------------------------- | --------------------------------------- | ------------------------------------------------------------------------------- |
| Klima-Schneepflug 80 81 976 0 200-2, Strasshof (1995)      | ÖBB 80 81 976 0 200-2 (ex kkStB 30.104) | 1C1t-n2v → Schneepflug | StEG                | 2815        | 1901    | kkStB 13004 (1901–1905) kkStB 30.104 (1905–1918) DÖStB 30.104 (1918–1919) ÖStB 30.104 (1919–1922) BBÖ 30.104 (1922–1938) DRB (1938–1941) DRB 702 109 (1941–1945) ÖStB ÖBB 985 120 (–1986) ÖBB 80 81 976 0 200-2 (1986–1993) | 1. öSEK                                     | 2231 Strasshof an der Nordbahn Standort | umgebaut zum Klima-Schneepflug 985 120                                          |
| Klima-Schneepflug 80 81 976 0 310-9, Lienz (2019)          | ÖBB 80 81 976 0 310-9 (ex ÖBB 52.1594)  | 1E-h2 → Schneepflug    | Esslingen           | 4812        | 1944    | DRB 52 1594 (1943–1945) ÖStB 52.1594 (1945–1953) ÖBB 52.1594 (1953–1959) ÖBB 985 210 (1960–1986) ÖBB 80 81 976 0 310-9 (1986–)                                                                                              | Verein der Eisenbahnfreunde in Lienz (EBFL) | 9900 Lienz Standort                     | umgebaut zum Klima-Schneepflug 985 210 mit dem Aufbau von 985 015               |
|                                                            | ÖBB 99 81 9592 501-6 (ex ÖBB 52.765)    | 1E-h2 → Schneepflug    | Henschel für Borsig | 28050 16290 | 1944    | DRB 52 765 (1944–1945) SDŽ 33-014 (1945–1949) ÖBB 52.765 (1949–1953) ÖBB 985 200 (1954–1986) ÖBB 80 81 976 0 300-0 (1986–199x) ÖBB 80 81 976 0 000-6 (199x–2008) ÖBB 99 81 9592 501-6 (2008–)                               | ÖBB                                         | Wiener Neustadt                         | umgebaut zum Klima-Schneepflug 985 200                                          |
|                                                            | ÖBB 99 81 9592 502-4 (ex DB 52 458)     | 1E-h2 → Schneepflug    | Borsig              | 15555       | 1943    | DRB 52 458 (1943–) DB 52 458 (–1954) ÖBB 985 201 (1955–1986) ÖBB 80 81 976 0 301-8 (1986–199x) ÖBB 80 81 976 0 001-4 (199x–2008) ÖBB 99 81 9592 502-4 (2008–)                                                               | ÖBB                                         |                                         | umgebaut zum Klima-Schneepflug 985 201 Status unklar                            |
|                                                            | ÖBB 99 81 9592 503-2 (ex ÖBB 52.1448)   | 1E-h2 → Schneepflug    | Esslingen           | 4634        | 1943    | DRB 52 1448 (1943–1945) ÖStB 52.1448 (1945–1953) ÖBB 52.1448 (1953) ÖBB 985 202 (1955–1986) ÖBB 80 81 976 0 302-6 (1986–199x) ÖBB 80 81 976 0 002-2 (199x–2008) ÖBB 99 81 9592 503-2 (2008–)                                | ÖBB                                         |                                         | umgebaut zum Klima-Schneepflug 985 202 mit dem Aufbau von 985 008 Status unklar |
|                                                            | ÖBB 99 81 9592 504-0 (ex ÖBB 52.357)    | 1E-h2 → Schneepflug    | Borsig              | 15454       | 1942    | DRB 52 357 (1942–1945) ÖStB 52.357 (1945–1953) ÖBB 52.357 (1953) ÖBB 985 203 (1955–1986) ÖBB 80 81 976 0 303-4 (1986–199x) ÖBB 80 81 976 0 003-0 (199x–2008) ÖBB 99 81 9592 504-0 (2008–)                                   | ÖBB                                         |                                         | umgebaut zum Klima-Schneepflug 985 203 Status unklar                            |
|                                                            | ÖBB 99 81 9592 505-7 (ex ÖBB 52.401)    | 1E-h2 → Schneepflug    | Borsig              | 15498       | 1942    | DRB 52 401 (1942–1945) ÖStB 52.401 (1945–1953) ÖBB 52.401 (1953–1956) ÖBB 985 204 (1956–1986) ÖBB 80 81 976 0 304-2 (1986–199x) ÖBB 80 81 976 0 004-8 (199x–2008) ÖBB 99 81 9592 505-7 (2008–)                              | ÖBB                                         |                                         | umgebaut zum Klima-Schneepflug 985 204 mit dem Aufbau von 985 005 Status unklar |
|                                                            | ÖBB 99 81 9592 506-5 (ex ÖBB 52.433)    | 1E-h2 → Schneepflug    | Borsig              | 15530       | 1942    | DRB 52 433 (1942–1945) ÖStB 52.433 (1945–1953) ÖBB 52.433 (1953–1958) ÖBB 985 207 (1959–1986) ÖBB 80 81 976 0 307-5 (1986–199x) ÖBB 80 81 976 0 007-1 (199x–2008) ÖBB 99 81 9592 506-5 (2008–)                              | ÖBB                                         |                                         | umgebaut zum Klima-Schneepflug 985 207 mit dem Aufbau von 985 012 Status unklar |
|                                                            | ÖBB 99 81 9592 507-3 (ex ÖBB 52.3602)   | 1E-h2 → Schneepflug    | KrMa                | 16739       | 1943    | DRB 52 3602 (1942–1945) ÖStB 52.3602 (1945–1953) ÖBB 52.3602 (1953–1958) ÖBB 985 209 (1960–1986) ÖBB 80 81 976 0 309-1 (1986–199x) ÖBB 80 81 976 0 009-7 (199x–2008) ÖBB 99 81 9592 507-3 (2008–)                           | ÖBB                                         |                                         | umgebaut zum Klima-Schneepflug 985 207 Status unklar                            |
|                                                            | ÖBB 99 81 9592 508-1 (ex ÖBB 52.6940)   | 1E-h2 → Schneepflug    | WLF                 | 16393       | 1943    | DRB 52 6940 (1942–1945) ÖStB 52.6940 (1945–1953) ÖBB 52.6940 (1953–1960) ÖBB 985 213 (1962–1986) ÖBB 80 81 976 0 313-3 (1986–199x) ÖBB 80 81 976 0 013-9 (199x–2008) ÖBB 99 81 9592 508-1 (2008–)                           | ÖBB                                         | 8900 Selzthal Standort                  | umgebaut zum Klima-Schneepflug 985 207 in Betrieb                               |
| Klima-Schneepflug 99 81 9592 509-9, Wiener Neustadt (2025) | ÖBB 99 81 9592 509-9 (ex ÖBB 52.6969)   | 1E-h2 → Schneepflug    | WLF                 | 16422       | 1943    | DRB 52 6969 (1943–1945) ÖStB 52.6969 (1945–1953) ÖBB 52.6969 (1953–1970) ÖBB 985 219 (1971–1986) ÖBB 80 81 976 0 319-0 (1986–199x) ÖBB 80 81 976 0 019-6 (199x–2008) ÖBB 99 81 9592 509-9 (2008–)                           | ÖBB                                         | 2700 Wiener Neustadt Standort           | umgebaut zum Klima-Schneepflug 985 219 in Betrieb                               |
| 99 81 9592 510-7 (2013)                                    | ÖBB 99 81 9592 510-7 (ex ÖBB 52.7052)   | 1E-h2 → Schneepflug    | WLF                 | 16422       | 1943    | DRB 52 7052 (1943–1945) ÖStB 52.7052 (1945–1953) ÖBB 52.7052 (1953–1970) ÖBB 985 220 (1971–1986) ÖBB 80 81 976 0 320-8 (1986–199x) ÖBB 80 81 976 0 020-4 (199x–2008) ÖBB 99 81 9592 510-7 (2008–)                           | ÖBB                                         |                                         | umgebaut zum Klima-Schneepflug 985 220                                          |
| 99 81 9592 511-5, Spittal-Millstättersee (2020)            | ÖBB 99 81 9592 511-5 (ex ÖBB 52.3552)   | 1E-h2 → Schneepflug    | KrMa                | 16690       | 1943    | DRB 52 3552 (1943–1945) ÖStB 52.3552 (1945–1953) ÖBB 52.3552 (1953–1973) ÖBB 985 222 (1973–1986) ÖBB 80 81 976 0 322-4 (1986–199x) ÖBB 80 81 976 0 022-0 (199x–2008) ÖBB 99 81 9592 511-5 (2008–)                           | ÖBB                                         |                                         | umgebaut zum Klima-Schneepflug 985 222 Status unklar                            |
|                                                            | ÖBB 99 81 9592 512-3 (ex ÖBB 52.2374)   | 1E-h2 → Schneepflug    | Henschel            | 27542       | 1943    | DRB 52 2374 (1943–1945) ÖStB 52.2374 (1945–1953) ÖBB 52.2374 (1953–1977) ÖBB 985 227 (1979–1986) ÖBB 80 81 976 0 327-3 (1986–199x) ÖBB 80 81 976 0 027-9 (199x–2008) ÖBB 99 81 9592 512-3 (2008–)                           | ÖBB                                         |                                         | umgebaut zum Klima-Schneepflug 985 227 Status unklar                            |
|                                                            | ÖBB 99 81 9592 513-1 (ex ÖBB 52.2428)   | 1E-h2 → Schneepflug    | Henschel            | 27596       | 1943    | DRB 52 2428 (1943–1945) ÖStB 52.2428 (1945–1953) ÖBB 52.2428 (1953–1977) ÖBB 985 229 (1981–1986) ÖBB 80 81 976 0 329-9 (1986–199x) ÖBB 80 81 976 0 029-5 (199x–2008) ÖBB 99 81 9592 513-1 (2008–)                           | ÖBB                                         |                                         | umgebaut zum Klima-Schneepflug 985 229 Status unklar                            |
|                                                            | ÖBB 99 81 9592 514-9 (ex ÖBB 52.7100)   | 1E-h2 → Schneepflug    | WLF                 | 16553       | 1943    | DRB 52 7100 (1943–1945) ÖStB 52.7100 (1945–1953) ÖBB 52.7100 (1953–1977) ÖBB 985 230 (1983–1986) ÖBB 80 81 976 0 330-7 (1986–199x) ÖBB 80 81 976 0 030-3 (199x–2008) ÖBB 99 81 9592 514-9 (2008–)                           | ÖBB                                         |                                         | umgebaut zum Klima-Schneepflug 985 230 Status unklar                            |
|                                                            | ÖBB 99 81 9592 515-6 (ex ÖBB 52.7595)   | 1E-h2 → Schneepflug    | WLF                 | 16943       | 1944    | DRB 52 7595 (1943–1945) ÖStB 52.7595 (1945–1953) ÖBB 52.7595 (1953–1977) ÖBB 80 81 976 0 031-1 (1986–2008) ÖBB 99 81 9592 515-6 (2008–)                                                                                     | ÖBB                                         |                                         | umgebaut zum Klima-Schneepflug 80 81 976 0 031 – Status unklar                  |
|                                                            | ÖBB 99 81 9592 516-4 (ex ÖBB 52.1442)   | 1E-h2 → Schneepflug    | Essl                | 4628        | 1943    | DRB 52 1442 (1943–1945) ÖStB 52.1442 (1945–1953) ÖBB 52.1442 (1953–1977) ÖBB 80 81 976 0 032-9 (1986–2008) ÖBB 99 81 9592 516-4 (2008–)                                                                                     | ÖBB                                         |                                         | umgebaut zum Klima-Schneepflug 80 81 976 0 032 – Status unklar                  |
|                                                            | ÖBB 99 81 9592 517-2 (ex ÖBB 52.7053)   | 1E-h2 → Schneepflug    | WLF                 | 16506       | 1943    | DRB 52 7053 (1943–1945) ÖStB 52.7053 (1945–1953) ÖBB 52.7053 (1953–1977) ÖBB 80 81 976 0 033-7 (1987–2008) ÖBB 99 81 9592 517-2 (2008–)                                                                                     | ÖBB                                         |                                         | umgebaut zum Klima-Schneepflug 80 81 976 0 033 – Status unklar                  |
|                                                            | ÖBB 99 81 9592 518-0 (ex ÖBB 52.6428)   | 1E-h2 → Schneepflug    | BMAG                | 12981       | 1944    | DRB 52 6428 (1943–1945) ÖStB 52.6428 (1945–1953) ÖBB 52.6428 (1953–1978) ÖBB 80 81 976 0 034-5 (1989–2008) ÖBB 99 81 9592 518-0 (2008–)                                                                                     | ÖBB                                         |                                         | umgebaut zum Klima-Schneepflug 80 81 976 0 034 – Status unklar                  |
|                                                            | ÖBB 99 81 9592 519-8 (ex ÖBB 52.6649)   | 1E-h2 → Schneepflug    | Skoda               | 1475        | 1943    | DRB 52 6649 (1943–1945) ÖStB 52.6649 (1945–1953) ÖBB 52.6649 (1953–1959) ÖBB 985 211 (1961–1986) ÖBB 80 81 976 0 311-7 (1986–2008) ÖBB 99 81 9592 519-8 (2008–)                                                             | ÖBB / Erzbergbahn                           | 8794 Vordernberg                        | umgebaut zum Klima-Schneepflug 985 211 mit dem Aufbau von 985 017               |
|                                                            | ÖBB 99 81 9592 520-6 (ex ÖBB 52.4943)   | 1E-h2 → Schneepflug    | MBA                 | 14013       | 1944    | DRB 52 4943 (1943–1945) ÖStB 52.4943 (1945–1953) ÖBB 52.4943 (1953–1959) ÖBB 985 212 (1962–1986) ÖBB 80 81 976 0 312-5 (1986–2008) ÖBB 99 81 9592 520-6 (2008–)                                                             | ÖBB                                         | 8720 Knittelfeld                        | umgebaut zum Klima-Schneepflug 985 212                                          |
|                                                            | ÖBB 99 81 9592 521-4 (ex ÖBB 52.3636)   | 1E-h2 → Schneepflug    | MBA für KrMa        | 14047 16768 | 1943    | DRB 52 3636 (1943–1945) ÖStB 52.3636 (1945–1953) ÖBB 52.3636 (1953–1961) ÖBB 985 214 (1966–1986) ÖBB 80 81 976 0 314-1 (1986–2008) ÖBB 99 81 9592 521-4 (2008–)                                                             | ÖBB                                         | 8900 Selzthal Standort                  | umgebaut zum Klima-Schneepflug 985 214 Status unklar                            |
|                                                            | ÖBB 99 81 9592 522-2 (ex ÖBB 52.1719)   | 1E-h2 → Schneepflug    | Graffenstaden       | 7986        | 1943    | DRB 52 1719 (1943–1945) ÖStB 52.1719 (1945–1953) ÖBB 52.1719 (1953–1966) ÖBB 985 217 (1968–1986) ÖBB 80 81 976 0 317-4 (1986–2008) ÖBB 99 81 9592 522-2 (2008–)                                                             | ÖBB                                         |                                         | umgebaut zum Klima-Schneepflug 985 217 Status unklar                            |
|                                                            | ÖBB 99 81 9592 523-0 (ex ÖBB 52.6312)   | 1E-h2 → Schneepflug    | BMAG                | 12755       | 1943    | DRB 52 6312 (1943–1945) ÖStB 52.6312 (1945–1953) ÖBB 52.6312 (1953–1975) ÖBB 985 223 (1975–1986) ÖBB 80 81 976 0 323-2 (1986–2008) ÖBB 99 81 9592 523-0 (2008–)                                                             | ÖBB                                         | 8720 Knittelfeld                        | umgebaut zum Klima-Schneepflug 985 223                                          |
|                                                            | ÖBB 99 81 9592 524-8 (ex ÖBB 52.478)    | 1E-h2 → Schneepflug    | Borsig              | 15575       | 1942    | DRB 52 478 (1942–1945) ÖStB 52.478 (1945–1953) ÖBB 52.478 (1953–1975) ÖBB 985 224 (1975–1986) ÖBB 80 81 976 0 324-0 (1986–2008) ÖBB 99 81 9592 524-8 (2008–)                                                                | ÖBB                                         |                                         | umgebaut zum Klima-Schneepflug 985 224 Status unklar                            |
|                                                            | ÖBB 99 81 9592 525-5 (ex ÖBB 52.3615)   | 1E-h2 → Schneepflug    | KrMa                | 16752       | 1943    | DRB 52 3615 (1943–1945) ÖStB 52.3615 (1945–1953) ÖBB 52.3615 (1953–1976) ÖBB 985 225 (1977–1986) ÖBB 80 81 976 0 325-7 (1986–2008) ÖBB 99 81 9592 525-5 (2008–)                                                             | ÖBB                                         |                                         | umgebaut zum Klima-Schneepflug 985 225 Status unklar                            |
|                                                            | ÖBB 99 81 9592 526-3 (ex ÖBB 52.3520)   | 1E-h2 → Schneepflug    | KrMa                | 16646       | 1943    | DRB 52 3520 (1943–1945) ÖStB 52.3520 (1945–1953) ÖBB 52.3520 (1953–1977) ÖBB 985 226 (1975–1986) ÖBB 80 81 976 0 326-5 (1986–2008) ÖBB 99 81 9592 526-3 (2008–)                                                             | ÖBB                                         |                                         | umgebaut zum Klima-Schneepflug 985 226 Status unklar                            |
|                                                            | ÖBB 99 81 9592 527-1 (ex ÖBB 52.7213)   | 1E-h2 → Schneepflug    | WLF                 | 16666       | 1943    | DRB 52 7213 (1943–1945) ÖStB 52.7213 (1945–1953) ÖBB 52.7213 (1953–1977) ÖBB 985 228 (1980–1986) ÖBB 80 81 976 0 328-1 (1986–2008) ÖBB 99 81 9592 527-1 (2008–2013)                                                         | Eisenbahnmuseum Schwarzenau                 | 3900 Schwarzenau                        | umgebaut zum Klima-Schneepflug 985 228                                          |

## Schmalspur

### Spurweite 381 mm
Diese Spurweite wird nur für sogenannte Park- oder Liliputbahnen herangezogen.

| Foto                                         | Nummer oder Name                         | Bauart / Achsfolge | Hersteller          | Fabrik- nr. | Baujahr   | Historie                   | Eigentümer / Betreiber / Strecke | Standort                                  | Bemerkungen |
| -------------------------------------------- | ---------------------------------------- | ------------------ | ------------------- | ----------- | --------- | -------------------------- | -------------------------------- | ----------------------------------------- | --- |
| Liliputbahn Da 1 auf der Wiener Messe (2017) | Liliputbahn Wien 1                       | 2C1-n2             | KrM                 | 8441        | 1928      | Liliputbahn Wien 1 (1928–) | Liliputbahn Wien                 | 1020 Wien Standort                        | Betriebslokomotive (gelegentlicher Einsatz) |
| Liliputbahn Da 2 im Prater (2017)            | Liliputbahn Wien 2                       | 2C1-n2             | KrM                 | 8442        | 1928      | Liliputbahn Wien 2 (1928–) | Liliputbahn Wien                 | 1020 Wien Standort                        | Betriebslokomotive (gelegentlicher Einsatz) |
| Kübeck-Lok, Laxenburg (1972)                 | 0-2-0 'Kübeck-Lok' ('Kinderfreunde-Lok') | 1A-n2              | Franz Kübeck        | -           | 194x      |                            | unklar                           | 2320 Schwechat Standort, Weinviertel (NÖ) | Von Franz Kübeck zwischen 1946 und 1949 gebaut 1950 in Auhof und 1952 am Kirtag in Mauer im Einsatz In den 1970er-Jahren im Schlosspark Laxenburg Teile der zerlegten Lok lagern in Schwechat, weitere Teile im Weinviertel |
|                                              | 'Bischof-Lokomotive'                     | B-n2               | Walter Schörkmayer? | -           | unbekannt |                            | Fam. Bischof                     | Weinviertel (NÖ)                          | Status unklar |

### 381-mm-Schmalspurdampflokomotive, die zur Diesellokomotive umgebaut wurde
| Foto                          | Nummer oder Name                               | Bauart / Achsfolge | Hersteller | Fabrik- nr. | Baujahr | Historie                                                                                               | Eigentümer / Betreiber / Strecke | Standort  | Bemerkungen |
| ----------------------------- | ---------------------------------------------- | ------------------ | ---------- | ----------- | ------- | --- | -------------------------------- | --------- | --- |
| Liliputbahn D2 ex Da 3 (2017) | Liliputbahn (Diesel) 2 'Harry' (ex Dampflok 3) | 2C1-n2 → Diesellok | KrM        | 8445        | 1928    | Fa. Brangsch, Leipzig 3 (1928–) Liliputbahn 3 (–1962) Donauparkbahn n/A (1962–) Liliputbahn D2 'Harry' | Liliputbahn Wien                 | 1020 Wien | Betriebslokomotive (gelegentlicher Einsatz), 1962 wurde auf das Fahrwerk der Dampflok 3 eine Diesellok aufgebaut. Am Fahrgestell ist die Herkunft auch heute noch klar ersichtlich. |

### Spurweite 600 mm
Diese Spurweite wurde in Österreich nur für Industrie-, Wald- oder Militärbahnen verwendet.
| Foto                                                  | Nummer oder Name       | Bauart / Achsfolge | Hersteller | Fabrik- nr. | Baujahr | Historie | Eigentümer / Betreiber / Strecke                         | Standort                       | Bemerkungen |
| ----------------------------------------------------- | ---------------------- | ------------------ | ---------- | ----------- | ------- | --- | -------------------------------------------------------- | ------------------------------ | --- |
| O&K366, Freiland (2001)                               | O&K 366/1899           | Bt-n2              | O&K        | 366         | 1899    | Agrarbahn Graf Karoly Imre, Nagymágocs, Ungarn 'Geza' (1899–1933) → Orenstein & Koppel, Budapest 366 (1933–)                                                | Feld- und Industriebahnmuseum, Freiland                  | 3183 Freiland Standort         | Betriebslokomotive (gelegentlicher Einsatz). |
| O&K 1167/03, Feldbahn Guldental (2007)                | O&K 1167/1903          | Bt-n2              | O&K        | 1167        | 1903    | Minas de Utrillas [E] 3 TURBA (–1983) → Feldbahn Guldental (D) (–2018)                                                                                      | Privatsammlung HH                                        | 5531 Eben im Pongau            | Betriebslokomotive (gelegentlicher Einsatz). |
| Lokomotive Barbara, Schwechat (2013)                  | 'Barbara'              | Bt-n2              | Hanomag    | 4612        | 1906    | k.k.Ärar unbekannt (1916–) → Stahlwerk Liezen 'Barbara' → Felten & Guilleaume, Kapfenberg 'Barbara' (–1978)                                                 | Republik Österreich / Technisches Museum Wien / VEF      | 2320 Schwechat Standort        | Betriebslokomotive (gelegentlicher Einsatz). |
| Lok 6                                                 | Gaswerk 6              | Bt-n2              | Borsig     | 7468        | 1910    | Firma Michler (Materialfeldbahn zum Bau des Lainzer Krankenhauses) → Gaswerk Wien 6                                                                         | Montan- und Werksbahnmuseum, Graz (Depot)                | 8010 Graz                      | Derzeit zerlegt. Angabe des Eigentümers (2023): ’die Lok ist nach wie vor zerlegt eingelagert, alle Teile inkl. neuem Kessel aufgearbeitet.’                                                                      |
|                                                       | BDŽ 458.60             | Dt-n2              | Henschel   | 16013       | 1918    | Deutsche Heeresfeldbahn 1131 → (1918–1919) BDŽ 1131 (1919–1936) BDŽ 458.60 (1936–196x)                                                                      | Privat / Verein zur Förderung von Klein- und Lokalbahnen | NÖ                             | Museumslok, dzt. (2023) zerlegt. Brigadelok der Deutschen Heeresfeldbahn Kessel von BDŽ 465.60 (ex HF 1039, Henschel 15052/1917) zuvor EM Schwechat (199x–2019) zuvor Denkmal Papierfabrik Kocerinovo (196x–199x) |
|                                                       | Sena 6                 | Dt-n2              | Henschel   | 15551       | 1917    | HFB, Ersatzpark Berlin „1752“ → /19xx Sena Sugar Estates, Zuckerplantage Marromeu „6“ [Mosambik] → /1998 Privatsammlung, Maidstone, Kens, Warwickshire [GB] | Privatsammlung HH                                        | Zur Aufarbeitung in Tschechien | Brigadelok, in Aufarbeitung |
| Feld- und Industriebahnmuseum, 2023                   | kukHB RIIIc 415        | Ct-n2              | Henschel   | 15851       | 1917    | kukHB 415 (1917–) → Baulok H.Roher, Zürich 415 → Fa. Bless und Co., Dübendorf, Schweiz Baulok → Fa. Hilti und Jehle Baulok                                  | Feld- und Industriebahnmuseum, Freiland                  | 3183 Freiland Standort         | Museumslok Neubaukessel Fa. Ing. Otto Berger, Wien, 3858/1981 zuletzt Spielplatzlok Dornbirn (–1973) in Aufarbeitung                                                                                              |
| RIIIc 418, Schwechat (2014)                           | kukHB RIIIc 418        | Ct-n2              | Henschel   | 15854       | 1917    | kukHB 418 (1917–) → Universale AG, Trumau 'Hedi' (–2002) → Alpine Bau GmbH, Trumau 'Hedi' (2002–)                                                           | Verein zur Förderung von Klein- und Lokalbahnen          | 2100 Korneuburg                | Derzeit zerlegt (2024) |
| Feldbahnlok, Schwechat (2006)                         | Baulok NÖ Landesbauamt | Bt-n2              | KrL        | 1367        | 1924    | Niederösterreichisches Landesbauamt → (1924–) Kieswerk Heidfeld (–)                                                                                         | Verein zur Förderung von Klein- und Lokalbahnen          | 2320 Schwechat Standort        | Betriebslokomotive (gelegentlicher Einsatz). |
| Nummernlose Dampfspeicherlokomotive, Schwechat (2004) | Dampfspeicherlok Kamig | C-fl               | Flor       | 3012        | 1930    | Kamig Kaolinindustrie, Josefstal bei Schwertberg OÖ (1930–) → Werksbahn Kamig Kaolinindustrie, Schwertberg (–1981)                                          | Verein zur Förderung von Klein- und Lokalbahnen          | 2100 Korneuburg Standort       | Nicht öffentlich |

### Spurweite 750 mm
Diese Spurweite wurde weltweit für öffentliche Schmalspurbahnen verwendet. Aufgrund der staatlichen Bevorzugung der bosnischen Spurweite waren 750-mm-Bahnen in Österreich sehr selten.
| Foto                             | Nummer oder Name    | Bauart / Achsfolge | Hersteller        | Fabrik- nr. | Baujahr | Historie                                                                                | Eigentümer / Betreiber / Strecke        | Standort               | Bemerkungen |
| -------------------------------- | ------------------- | ------------------ | ----------------- | ----------- | ------- | --------------------------------------------------------------------------------------- | --------------------------------------- | ---------------------- | --- |
| KrM 5060/1904, Seekirchen (2002) | KrM 5060/1904       | Bt-n2              | KrM               | 5060        | 1904    | Werkslok MAN, Nürnberg '1' (1904–) → Eichenberger Waldbahn (D)                          | Privatsammlung / Privatfeldbahn         | 5411 Oberalm           | In Aufarbeitung |
| IRR „Steffi“, Marchegg (2022)    | IRR 24 'Steffi'     | Bt-n2              | O&K               | 2641        | 1907    | Union Bergbau Wien (1907–1937) → IRR 24 'Steffi' (1937–)                                | Technisches Museum Wien, Depot Marchegg | 2294 Marchegg          | Museumslok |
| Jung-Lokomotive, Lustenau (2007) | IRR 12 ’St. Gallen’ | Bt-n2              | Jung / Jungenthal | 1516        | 1910    | IRR 12 'St. Gallen'                                                                     | Gemeinde Widnau (CH) / Rhein-Schauen    | 6890 Lustenau Standort | Betriebslokomotive (gelegentlicher Einsatz), auch als Nr. 6 und ’Widnau’ angeschrieben                                             |
| „LIESL“, Lustenau (2022)         | IRR 23 ’Liesl’      | Bt-n2              | Maffei            | 4124        | 1922    | IRR Bauleitung Bregenz 23 ’Maffei’ (1922–1938) IRR Bauleitung Rorschach ’Liesl’ (1938–) | Gemeinde Lustenau / Rhein-Schauen       | 6890 Lustenau Standort | Betriebslokomotive (gelegentlicher Einsatz), auch als 200-90 angeschrieben, ab 1969 vorübergehend Denkmal am Rheindamm in Lustenau |

### 750-mm-Schmalspurdampflokomotive, die zur Diesellokomotive umgebaut wurde
| Foto                         | Nummer oder Name | Bauart / Achsfolge | Hersteller | Fabrik- nr. | Baujahr | Historie                                                   | Eigentümer / Betreiber / Strecke | Standort      | Bemerkungen |
| ---------------------------- | ---------------- | ------------------ | ---------- | ----------- | ------- | ---------------------------------------------------------- | -------------------------------- | ------------- | ----------- |
| IRR „Rhein“, Lustenau (2022) | IRR 20 ’Widnau’  | Bt-n2 → Diesellok  | Heilbronn  | 228         | 1886    | IRR 20 ’Widnau’ IRR 36 ’Rhein’ (Umbau in Diesellok, 1950–) | IRR / Rhein-Schauen              | 6890 Lustenau | Museumslok  |

### Spurweite 760 mm
Diese Spurweite war typisch für öffentliche Schmalspurbahnen in Altösterreich, besonders weite Verbreitung fand sie in Bosnien und Herzegowina. Deshalb wird die Spurweite von 760 mm bis heute als Bosnische Spurweite oder „Bosnaspur“ bezeichnet.
| Foto                                                       | Nummer oder Name                                      | Bauart / Achsfolge | Hersteller                                  | Fabrik- nr. | Baujahr | Historie | Eigentümer / Betreiber / Strecke                                                      | Standort                                          | Bemerkungen |
| ---------------------------------------------------------- | ----------------------------------------------------- | ------------------ | ------------------------------------------- | ----------- | ------- | --- | ------------------------------------------------------------------------------------- | ------------------------------------------------- | --- |
| 298.102, Sommerhubermühle (2004)                           | ÖBB 298.102 (ex Steyrtalbahn 2 ’Sierning’)            | C1t-n2             | KrL                                         | 1994        | 1888    | Steyrtalbahn 2 ’Sierning’ (1888–1937) BBÖ 2 (1937–1938) DRB 99 7831 (1938–1945) ÖStB 99.7831 (1945–1953) ÖBB 298.102 (1953–1973) | ÖGEG, Steyrtalbahn                                                                    | 4594 Grünburg                                     | Betriebslokomotive (gelegentlicher Einsatz) |
| 298.104, Kienberg-Gaming (2005)                            | Steyrtalbahn 4 ’Molln’ (ex ÖBB 298.104)               | C1t-n2             | KrL                                         | 2256        | 1890    | Steyrtalbahn 4 ’Molln’ (1890–1937) BBÖ 4 (1937–1938) DRB 99 7833 (1938–1945) ÖStB 99.7833 (1945–1953) ÖBB 298.104 (1953–1972) | Republik Österreich / Technisches Museum Wien / Depot Haringsee                       | 2286 Haringsee Standort                           | 1989 reaktiviert, 1990–2005 Betriebseinsätze auf Ybbstalbahn, Kesselfrist abgelaufen Museumslok                                                                                              |
| SKGLB4 Mh6 (2008)                                          | SKGLB 4                                               | C1t-n2             | KrL                                         | 2341        | 1891    | SKGLB 4 (1891–1957) | SKGLB-Museum Mondsee                                                                  | 5310 Mondsee                                      | Museumslok |
|                                                            | SKGLB 5                                               | C1t-n2             | KrL                                         | 2342        | 1891    | SKGLB 5 (1891–) kukHB 5 (–1917) Steinbeisbahn II 44 (1917–1919) Werksbahn Bratstvo, Novi Travnik 5 | Club 760, Taurachbahn                                                                 | 5570 Mauterndorf                                  | Museumslok, zuletzt einige Jahre im SKGLB-Museum Mondsee |
| 2 Stainz, Murau (2006)                                     | StLB Stainz 2                                         | Bt-h2              | KrL                                         | 2774        | 1892    | StLB 2 ’Stainz’ (1892–) StLB Stainz 2 | StLB, Murtalbahn                                                                      | 8850 Murau Standort                               | Betriebslokomotive, konserviert hinterstellt (Kesselfrist abgelaufen) |
| S7, Museum Frojach (2004)                                  | StLB S7 (ex SKGLB 7)                                  | C1t-n2             | KrL                                         | 2751        | 1893    | SKGLB 7 (1893–1957) StLB S7 (1957–) Club 760 S7 (1975–2016) Privatsammlung S7 (2016–) | Privatsammlung ML                                                                     | Salzburg (Land)                                   | Museumslok |
| SKGLB 9, Mondsee (2010)                                    | SKGLB 9                                               | C1t-n2             | KrL                                         | 2821        | 1893    | SKGLB 9 (1893–1957) | SKGLB-Museum Mondsee                                                                  | 5310 Mondsee                                      | Museumslok |
| Z6, Mauterndorf (2006)                                     | StLB 6 („Z6“)                                         | Ct-n2              | KrL                                         | 2885        | 1893    | StLB 6 ’Thörl’ (1893–) StLB 6 | Club 760, Taurachbahn                                                                 | 5570 Mauterndorf                                  | Betriebslokomotive (gelegentlicher Einsatz) |
| S11, Stainz (1986)                                         | StLB S11 (ex SKGLB 11)                                | C1t-n2             | KrL                                         | 3034        | 1894    | SKGLB 11 (1894–1958) StLB S11 (1958–) | Club 760, Taurachbahn                                                                 | 5570 Mauterndorf                                  | Museumslok |
| U.8, Birkfeld (2022)                                       | StLB U8                                               | C1t-h2             | KrL                                         | 3062        | 1894    | StLB 8 'Teufenbach’ (1894–1899) kkStB U.8 (1899–1918) DÖStB U.8 (1918–1919) ÖStB U.8 (1919–1921) StLB U.8 (1921–) StLB U8 | StLB, Feistritztalbahn                                                                | 8190 Birkfeld Standort                            | Betriebslokomotive (gelegentlicher Einsatz) |
| U9, Sankt Pölten (2003)                                    | StLB U9                                               | C1t-n2             | KrL                                         | 3063        | 1894    | StLB 9 ’Murau’' (1894–1899) kkStB U.9 (1899–1918) DÖStB U.9 (1918–1919) ÖStB U.9 (1919–1921) StLB U.9 (1921–) StLB U9 | Eisenbahnclub Mh.6                                                                    | 3232 Bischofstetten                               | Denkmallok (im Freien aufgestellt) |
| U11, Predlitz-Ladin (2003)                                 | StLB U11                                              | C1t-n2             | KrL                                         | 3065        | 1894    | StLB 11 ’Mauterndorf’ (1894–1899) kkStB U.11 (1899–1918) DÖStB U.11 (1918–1919) ÖStB U.11 (1919–1921) StLB U.11 (1921–) StLB U11 | StLB, Murtalbahn                                                                      | 8850 Murau Standort                               | Betriebslokomotive (gelegentlicher Einsatz) |
| 598.01, Eichgraben (2021)                                  | ÖBB 598.01 (ex kkStB Yv.1)                            | C2t-n2v            | KrL                                         | 3356        | 1896    | kkStB Yv.1 (1896–1918) DÖStB Yv.1 (1918–1919) ÖStB Yv.1 (1919–1921) BBÖ Yv.1 (1921–1938) DRB 99 901 (1938–1945) ÖStB 99.901 (1945–1953) ÖBB 598.01 (1953–1973) | Gemeinde Eichgraben                                                                   | 3032 Eichgraben                                   | Denkmallok (im Freien aufgestellt), davor Denkmallok in Waidhofen an der Ybbs |
| Yv2, Lunz am See (2003)                                    | ÖBB 598.02 (ex kkStB Yv.2)                            | C2t-n2v            | KrL                                         | 3357        | 1896    | kkStB Yv.2 (1896–1918) DÖStB Yv.2 (1918–1919) ÖStB Yv.2 (1919–1921) BBÖ Yv.2 (1921–1938) ÖStB 99.902 (1945–1953) DRB 99 902 (1938–1945) ÖBB 598.02 (1953–1973) | Club 598, Waidhofen an der Ybbs                                                       | 3340 Waidhofen an der Ybbs                        | In Aufarbeitung |
| 598.03, Restaurierte Teile in Waidhofen an der Ybbs (2013) | ÖBB 598.03 (ex kkStB Yv.3)                            | C2t-n2v            | KrL                                         | 3358        | 1896    | kkStB Yv.3 (1896–1918) DÖStB Yv.3 (1918–1919) ÖStB Yv.3 (1919–1921) BBÖ Yv.3 (1921–1938) DRB 99 903 (1938–1945) ÖStB 99.903 (1945–1953) ÖBB 598.03 (1953–1973) | Club 598, Waidhofen an der Ybbs                                                       | 3340 Waidhofen an der Ybbs                        | In Aufarbeitung |
| U1, Kienberg-Gaming                                        | ÖBB 298.51 (ex NÖLB U.1)                              | C1t-n2             | KrL                                         | 3709        | 1898    | NÖLB 5 (1898–1908) NÖLB U.1 (1908–1914) kukHB U.1 (1914–1915) NÖLB U.1 (1915–1922) BBÖ U.51 (1922–1938) DRB 99 7817 (1938–1945) ÖStB 99.7817 (1945–1953) ÖBB 298.51 (1953–1982) | ÖGLB, Ybbstalbahn                                                                     | 3291 Kienberg bei Gaming                          | |
| 298.52 (2004)                                              | ÖBB 298.52 (ex NÖLB U.2)                              | C1t-n2             | KrL                                         | 3710        | 1898    | NÖLB 6 (1898–1908) NÖLB U.2 (1908–1922) BBÖ U.52 (1922–1938) DRB 99 7818 (1938–1945) ÖStB 99.7818 (1945–1953) ÖBB 298.52 (1953–1982) | ÖGEG, Steyrtalbahn                                                                    | 4594 Grünburg                                     | Museumslok |
| 298.53, Grünburg (1998)                                    | ÖBB 298.53 (ex NÖLB U.3)                              | C1t-n2             | KrL                                         | 3711        | 1898    | NÖLB 7 (1898–1908) NÖLB U.3 (1908–1922) BBÖ U.53 (1922–1938) DRB 99 7819 (1938–1945) ÖStB 99.7819 (1945–1953) ÖBB 298.53 (1953–1982) | ÖGEG, Steyrtalbahn                                                                    | 4594 Grünburg                                     | Betriebslokomotive (gelegentlicher Einsatz) |
|                                                            | ÖBB 298.05 (ex kkStB U.5)                             | C1t-n2             | KrL                                         | 3804        | 1898    | kkStB U.5 (1998–1914) kukHB U.5 (1914) kkStB U.5 (1915–1918) DÖStB U.5 (1918–1919) ÖStB U.5 (1919–1921) BBÖ U.5 (1921–1938) DRB 99 7811 (1938–1945) ÖStB 99.7811 (1945–1953) ÖBB 298.05 (1953–1973)                                                                                                 | ÖGEG, Steyrtalbahn                                                                    | 4594 Grünburg                                     | |
|                                                            | ÖBB 298.14 (ex kkStB U.14)                            | C1t-n2             | KrL                                         | 3816        | 1898    | kkStB U.14 (1898–1919) ČSD U.14 (1919–1925) ČSD U37.004 (1925–1938) DRB 99 7843 (1938–1945) ÖStB 99.7843 (1945–1953) ÖBB 298.14 (1945–1970) Waldenburgerbahn (Schweiz) 298.14 (1970–1984) | Bregenzerwaldbahn Museumsbahn                                                         | 6870 Bezau Standort                               | zerlegt gebaut für Strecke Röwersdorf–Hotzenplotz |
| 298.54, Ober-Grafendorf (2017)                             | ÖBB 298.54 (ex NÖLB U.4)                              | C1t-n2             | KrL                                         | 3870        | 1898    | NÖLB 8 (1898–1908) NÖLB U.4 (1908–1922) BBÖ U.54 (1922–1938) DRB 99 7820 (1938–1945) ÖStB 99.7820 (1945–1953) ÖBB 298.54 (1953–1972) | Eisenbahnclub Mh.6                                                                    | 3200 Ober-Grafendorf Standort                     | |
| U.7, Thörl (1995)                                          | StLB U7                                               | C1t-n2             | KrL                                         | 4138        | 1899    | kkStB U.7 'Turrach' (1899–1916) kukHB U.7 (1916) Steinbeisbahn 41 (1916–1918) DÖStB U.7 (1918–1919) ÖStB U.7 (1919–1921) StLB U.7 (1921–) StLB U7 | Club U44, Birkfeld                                                                    | 8190 Birkfeld Standort                            | Museumslok |
| 298.55, Kaprun (2016)                                      | ÖBB 298.55 (ex NÖLB U.5)                              | C1t-n2             | KrL                                         | 4182        | 1899    | NÖLB 1 (1899–1906) NÖLB U.5 (1906–1922) BBÖ U.55 (1922–1938) DRB 99 7821 (1938–1945) ÖStB 99.7821 (1945–1953) ÖBB 298.55 (1953–1973) | Vötter's Sportkristall Hotel                                                          | 5710 Kaprun                                       | Denkmallok (im Freien aufgestellt) |
| 298.56 (2013)                                              | ÖBB 298.56 (ex NÖLB U.6)                              | C1t-n2             | Flor                                        | 1354        | 1900    | NÖLB 2 (1900–1906) NÖLB U.6 (1906–1922) BBÖ U.56 (1922–1938) DRB 99 7822 (1938–1945) ÖStB 99.7822 (1945–1953) ÖBB 298.56 (1953–1982) | Club 760, Taurachbahn                                                                 | 5570 Mauterndorf                                  | Betriebslokomotive (gelegentlicher Einsatz) |
| ZB 1 Raimund, Jenbach (2021)                               | Zillertalbahn 1 ’Raimund’                             | C1t-n2             | KrL                                         | 4505        | 1900    | Zillertalbahn 1 ’Raimund’ (1900–) kukHB Süd n/A Steinbeis 38 (1916) Zillertalbahn 1 ’Raimund’ | Zillertalbahn                                                                         | 6200 Jenbach                                      | Denkmallok (im Freien aufgestellt) |
|                                                            | Zillertalbahn 2 ’Zillertal’                           | C1t-n2             | KrL                                         | 4506        | 1900    | |                                                                                       | 6200 Jenbach                                      | nach Ende der Verleihung an die Welshpool and Llanfair Light Railway zurück nach Österreich                                                                                                  |
| 298.25 (2018)                                              | ÖBB 298.25 (ex kkStB U.25)                            | C1t-n2             | StEG                                        | 2998        | 1902    | kkStB U.25 (1902–1918) DÖStB U.25 (1918–1919) ÖStB U.25 (1919–1921) BBÖ U.25 (1921–1938) DRB 99 7814 (1938–1945) ÖStB 99.7814 (1945–1953) ÖBB 298.25 (1953–) | Bregenzerwaldbahn Museumsbahn                                                         | 6870 Bezau Standort                               | Betriebslokomotive (gelegentlicher Einsatz) |
| 298.24, Bezau (2022)                                       | ÖBB 298.24 (ex kkStB U.24)                            | C1t-n2             | KrL                                         | 4678        | 1902    | kkStB U.24 (1902–1918) DÖStB U.24 (1918–1919) ÖStB U.24 (1919–1921) BBÖ U.24 (1921–1938) DRB 99 7813 (1938–1945) ÖStB 99.7813 (1945–1953) ÖBB 298.24 (1953–1971) | Bregenzerwaldbahn Museumsbahn                                                         | 6870 Bezau Standort                               | Ersatzteilspender |
| 298.205, Kienberg-Gaming (2001)                            | Uv.1 (ÖBB 298.205)                                    | C1t-n2v            | KrL                                         | 4785        | 1902    | NÖLB 20 (1902–1908) NÖLB Uv.1 (1908–1922) BBÖ Uv.5 (1922–1938) DRB 99 801 (1938–1945) ČSD U37.101 (–1950) ÖStB nA ÖBB 298.205 (1953–1973) | ÖGLB, Ybbstalbahn                                                                     | 3291 Kienberg bei Gaming                          | Betriebslokomotive (gelegentlicher Einsatz) |
| 298.206, Langschlag.jpg (2013)                             | ÖBB 298.206 (ex NÖLB Uv.2)                            | C1t-n2v            | KrL                                         | 4786        | 1902    | NÖLB 21 (1902–1908) NÖLB Uv.2 (1908–1922) BBÖ Uv.6 (1922–1938) DRB 99 802 (1938–1945) ÖStB 99.802 (1945–1953) ÖBB 298.206 (1953–1973) | Gemeinde Langschlag                                                                   | 3921 Langschlag                                   | Denkmallok (im Freien aufgestellt) |
| Zillertalbahn 3, Jenbach (2010)                            | Zillertalbahn 3 ’Tirol’                               | C1t-n2v            | KrL                                         | 4790        | 1902    | Zillertalbahn 3 ’Tirol’ (1902–) | Zillertalbahn                                                                         | 6200 Jenbach                                      | Betriebslokomotive (gelegentlicher Einsatz) |
| 298.207, Gmünd (1982)                                      | ÖBB 298.207 (ex NÖLB Uv.3)                            | C1t-n2v            | KrL                                         | 5329        | 1905    | NÖLB 22 (1905–1908) NÖLB Uv.3 (1908–1922) BBÖ Uv.7 (1922–1938) DRB 99 803 (1938–1945) ÖStB 99.803 (1945–1953) ÖBB 298.207 (1953–1985) ÖBB 0298 207-3 (1985–1998), nur buchmäßig ÖBB Nostalgie 298.207 (1998-)                                                                                       | Eisenbahnclub Mh.6                                                                    | 3200 Ober-Grafendorf Standort                     | zerlegt, „Befindet sich zerlegt im Heizhaus Ober-Grafendorf, wo sie instand gesetzt wird.“                                                                                                   |
| Bh.1, Tamsweg (2004)                                       | StLB Bh1 (ex ÖBB 398.01)                              | C1t-h2             | KrL                                         | 5330        | 1905    | NÖLB 23 (1905–1908) NÖLB Uh.1 (1908–1922) BBÖ Uh.1 (1922–1928) BBÖ Bh.1 (1928–1938) DRB 99 811 (1938–1945) ÖStB 99.811 (1945–1953) ÖBB 398.01 (1953–1973) Club 760 (1973–1976) StLB Bh1 (1976–) | StLB, Murtalbahn                                                                      | 8850 Murau Standort                               | Betriebslokomotive (gelegentlicher Einsatz) |
| 399.001, Gmünd (2013)                                      | NÖVOG Mh.1 (ex ÖBB 399.01)                            | D2-h2              | KrL                                         | 5431        | 1906    | NÖLB 50 (1906–1908) NÖLB Mh.1 (1908–1922) BBÖ Mh.1 (1922–1938) DRB 99 1111 (1938–1945) ÖStB 99.1111 (1945–1953) ÖBB 399.01 (1953–1985) ÖBB 0399 001-7 (1985–1993), nur buchmäßig ÖBB Nostalgie 399.01 (1993–2010) NÖVOG 399.01 (2010-) NÖVOG Mh.1                                                   | NÖVOG, Waldviertelbahn                                                                | 3950 Gmünd                                        | Betriebslokomotive (gelegentlicher Einsatz) |
| 399.02, Bruderndorf (1991)                                 | ÖBB 399.02 (ex Mh.2)                                  | D2-h2              | KrL                                         | 5432        | 1906    | NÖLB 51 (1906–1908) NÖLB Mh.2 (1908–1922) BBÖ Mh.2 (1922–1938) DRB 99 1112 (1938–1945) ÖStB 99.1112 (1945–1953) ÖBB 399.02 (1953–1985) ÖBB 0399 002-5 (1985–1998), nur buchmäßig ÖBB Nostalgie 399.02 (1998–2010) NÖVOG 399.02 (2010–2014) SLB Ds 10 'Mh.2' (2014–2017) SLB Ds 2 'Mh.2' (2017–2022) | ÖGEG, Steyrtalbahn                                                                    | 4843 Ampflwang im Hausruckwald                    | Ersatzteilspender für 399.05 |
| Mh.3 (2015)                                                | SLB Ds 3 ’Mh.3’ (ex ÖBB 399.03)                       | D2-h2              | KrL                                         | 5433        | 1906    | NÖLB 52 (1906–1908) NÖLB Mh.3 (1908–1922) BBÖ Mh.3 (1922–1938) DRB 99 1113 (1938–1945) ÖStB 99.1113 (1945–1953) ÖBB 399.03 (1953–1985) ÖBB 0399 003-3 (1985–1993) ÖBB Nostalgie 399.03 (1993–2008) SLB Ds 03 ’Mh.3’ (2008–2017) SLB Ds 3 ’Mh.3’ (2017–)                                             | SLB, Pinzgauer Lokalbahn                                                              | 5700 Zell am See                                  | Betriebslokomotive (gelegentlicher Einsatz) |
| 399.04, Alt Nagelberg (2019)                               | NÖVOG Mh.4 (ex ÖBB 399.04)                            | D2-h2              | KrL                                         | 5434        | 1906    | NÖLB 53 (1906–1908) NÖLB Mh.4 (1908–1922) BBÖ Mh.4 (1922–1938) DRB 99 1114 (1938–1945) ÖStB 99.1114 (1945–1953) ÖBB 399.04 (1953–1985) ÖBB 0399 004-1 (1985–1998) ÖBB Nostalgie 399.04 (1998–2010) NÖVOG 399.04 (2010-) NÖVOG Mh.4                                                                  | NÖVOG, Waldviertelbahn                                                                | 3950 Gmünd                                        | Betriebslokomotive (gelegentlicher Einsatz) |
| SKGLB 12, Tamsweg (2005)                                   | StLB S12 (ex SKGLB 12)                                | C1t-n2             | KrL                                         | 5513        | 1906    | SKGLB 12 (1906–1957) StLB S12 (1957–1972) | Club 760, Taurachbahn                                                                 | 5570 Mauterndorf                                  | Betriebslokomotive (gelegentlicher Einsatz) |
| U40, Murau (2006)                                          | StLB U40 (ex kkStB U.40)                              | C1t-n2             | WrN                                         | 4870        | 1908    | kkStB U.40 (1908–1918) DÖStB U.40 (1918–1919) ÖStB U.40 (1919–1921) BBÖ U.40 (1921–1922) StLB U.40 (1922–) StLB U40 | StLB, Murtalbahn                                                                      | 8850 Murau Standort                               | Betriebslokomotive, gebaut für „Parenzana“ Triest – Parenzo / Trst – Poreč (Kesselfrist abgelaufen)                                                                                          |
| 399.05, Heidenreichstein (2008)                            | ÖBB 399.05 (ex Mh.5)                                  | D2-h2              | KrL                                         | 5924        | 1908    | NÖLB Mh 5 (1908–1922) BBÖ Mh.5 (1922–1938) DRB 99 1115 (1938–1945) ÖStB 99.1115 (1945–1953) ÖBB 399.05 (1953–1985) ÖBB 0399 005-8 (1985–1997), nur buchmäßig | ÖGEG, Steyrtalbahn                                                                    | 4421 Aschach an der Steyr, Lokrahmen in 4470 Enns | Museumslok, soll mit Teilen der 399.02 betriebsfähig aufgearbeitet werden, davor Siegfried Rott (1997–2009)                                                                                  |
| Mh.6, Mariazell (2005)                                     | Mh.6 (ÖBB 399.06)                                     | D2-h2              | KrL                                         | 5925        | 1908    | NÖLB Mh.6 (1908–1922) BBÖ Mh.6 (1922–1938) DRB 99 1116 (1938–1945) ÖStB 99.1116 (1945–1953) ÖBB 399.06 (1953–1985) ÖBB 0399 006-6 (1985–1993), nur buchmäßig ÖBB Nostalgie Mh.6 (1993–2010) NÖVOG Mh.6 (2010-)                                                                                      | NÖVOG / Club Mh.6, Mariazellerbahn                                                    | 3200 Ober-Grafendorf Standort                     | Betriebslokomotive (gelegentlicher Einsatz) |
| JDZ 83-076, Jenbach (2011)                                 | Zillertalbahn 4III (ex JŽ 83-076) (ex BHLB IVa5 1108) | D1-h2              | KrL                                         | 6035        | 1909    | BHLB IVa5 1108 (1909–1918) SHS IVa5 1108 (1918–1933) JDŽ 83-076 (1933–1941) HDŽ 83-076 (1941–1945) JDŽ 83-076 (1945–1953) JŽ 83-076 (1953–) Zillertalbahn 4III (1994–) | Club 760 / Zillertalbahn                                                              | 6200 Jenbach                                      | Betriebslokomotive (gelegentlicher Einsatz) |
| JŽ 73-019 (2015)                                           | JŽ 73-019 (ex BHLB IIIb5 169)                         | 1C1-h2             | Bp                                          | 3287        | 1913    | BHLB IIIb5 169 (1913–1918) SHS IIIb5 169 (1918–1933) JDŽ 73-019 (1933–1953) JŽ 73-019 (1953–) SLB Ds 09 ’73-019’ (2014–2017) SLB Ds 9 ’73-019’ (2017–) | Club 760 / SLB, Pinzgauer Lokalbahn                                                   | 5700 Zell am See                                  | Betriebslokomotive (gelegentlicher Einsatz) |
| Hans, Mürzzuschlag – Südbahnmuseum (2021)                  | Schoeller-Bleckmann ’Hans’                            | Bt-n2              | Zobel / Bromberg bzw. Schmoschewer / Budich | 637         | 1913    | ? Schoeller-Bleckmann, Mürzzuschlag ’Hans’ | Südbahnmuseum Mürzzuschlag                                                            | 8680 Mürzzuschlag Standort                        | Museumslok |
| U.43, Murau (1984)                                         | StLB U43                                              | C1t-h2             | KrL                                         | 6824        | 1913    | kkStB U.43 (1913–1918) DÖStB U.43 (1918–1919) ÖStB U.43 (1919–1921) StLB U.43 (1921–) StLB U43 | StLB, Murtalbahn                                                                      | 8850 Murau Standort                               | Betriebslokomotive, 1965 umgebaut auf Heißdampf (Kesselfrist abgelaufen) |
| 97-029, Museum Frojach (2006)                              | JŽ 97-029 (ex BHLB IIIc5 729)                         | C2zzst-n4          | Flor                                        | 2188        | 1914    | BHLB IIIc5 729 (1914–1918) SHS IIIc5 729 (1918–1933) JDŽ 97-029 (1933–1953) JŽ 97-029 (1953–1977) | Technisches Museum Wien / Club 760, Museum Frojach-Katschtal                          | 8841 Frojach                                      | Denkmallok (im Freien aufgestellt) |
| 298.106 (2009)                                             | Steyrtalbahn 6 ’Klaus’ (ex ÖBB 298.106)               | C1t-n2             | KrL                                         | 6925        | 1914    | Steyrtalbahn 6 ’Klaus’ (1914–1937) BBÖ 6 (1937–1938) DRB 99 7835 (1938–1945) ÖStB 99.7835 (1945–1953) ÖBB 298.106 (1953–1972) | ÖGEG, Steyrtalbahn                                                                    | 4400 Steyr                                        | Betriebslokomotive (gelegentlicher Einsatz) |
| Zillertalbahn 6, Jenbach (2013)                            | Zillertalbahn 6 (ex Böhler 6)                         | Bt-n2              | KrM                                         | 7182        | 1916    | Böhlerwerke Kapfenberg 6 (1916–1972) Zillertalbahn 6 (1972–) | Zillertalbahn                                                                         | 6200 Jenbach                                      | Museumslok |
|                                                            | Steirische Gußstahlwerke ’Christl’                    | Bt-n2              | Hanomag                                     | 7827        | 1916    | Steirische Gußstahlwerke AG, Judenburg ’Christl’ | Gurkthalbahn                                                                          | 9330 Treibach-Althofen Standort                   | Museumslok (nicht betriebsfähig) |
| CFF 764-219 in Frojach (2005)                              | CFF 764-219                                           | D-n2t              | KrM                                         | 7194        | 1917    | Ungarische Bank- & Handels AG, Budapest (1917–) CFF 764-219 | Club 760, Museum Frojach-Katschtal                                                    | 8841 Frojach                                      | Museumslok |
|                                                            | Böhler 8                                              | Bt-n2              | KrM                                         | 7257        | 1917    | Böhlerwerke Kapfenberg 8 (1917–) KMB Gurkthalbahn 8 (–2021) | Privatsammlung, Stainzerbahn                                                          | 8510 Stainz Standort                              | Museumslok |
|                                                            | StLB U44                                              | C1t-h2             | KrL                                         | 1257        | 1922    | StLB U44 (1922–) | StLB, Feistritztalbahn                                                                | 8190 Birkfeld Standort                            | Museumslok |
| 499.01, Treibach-Althofen (1986)                           | ÖBB 499.01 (ex BBÖ Kh.1)                              | Et-h2              | KrL                                         | 1262        | 1924    | BBÖ Kh.1 (1924–1938) DRB 99 1201 (1938–1945) ÖStB 99.1201 (1945–1953) ÖBB 499.01 (1953–1973) | Gurkthalbahn, Treibach-Althofen                                                       | 9330 Treibach-Althofen Standort                   | Museumslok |
| Lokomotive Hanni, Wien (2000)                              | Steirische Gußstahlwerke ’HANNI’                      | Bt-n2              | KrL                                         | 1342        | 1926    | Papierfabrik Steyrermühl AG (1926–1965) Steirische Gußstahlwerke AG, Judenburg ’HANNI’ (1965–1976) | Technologisches Gewerbemuseum                                                         | 1200 Wien Standort                                | Denkmallok (im Freien aufgestellt) |
| Kh 101, Weiz (2017)                                        | StLB Kh101                                            | Et-h2              | KrL                                         | 1419        | 1926    | StLB Kh.101 (1926–) StLB Kh101 | StLB, Feistritztalbahn                                                                | 8160 Weiz Standort                                | Museumslok |
| 199.02 Treibach-Althofen (1992)                            | ÖBB 199.02 (ex BBÖ P.2)                               | D1t-h2             | KrL                                         | 1467        | 1926    | BBÖ P.2 (1926–1938) DRB 99 1002 (1938–1945) ÖStB 99.1002 (1945–1953) ÖBB 199.02 (1953–) | Verein – Erhaltung historischer Schienenfahrzeuge                                     | 8551 Wies (?)                                     | ex Gurkthalbahn |
| 498.03, Bregenz (2009)                                     | ÖBB 498.03 (ex BBÖ Uh.3)                              | C1t-h2             | KrL                                         | 1511        | 1929    | BBÖ Uh.3 (1930–1938) DRB 99 823 (1938–1945) ÖStB 99.823 (1945–1953) ÖBB 498.03 (1953–1973) | Bregenzerwaldbahn Museumsbahn / Stadt Bregenz                                         | 6900 Bregenz                                      | Spielplatzlok (für Spielzwecke im Freien aufgestellt), davor Bregenzerwaldbahn Museumsbahn 498.03, davor Denkmal Bezau                                                                       |
| 498.04, Steyr (2018)                                       | ÖBB 498.04 (ex BBÖ Uh.4)                              | C1t-h2             | KrL                                         | 1512        | 1929    | BBÖ Uh.4 (1929–1938) DRB 99 824 (1938–1945) ÖStB 99.824 (1945–1953) ÖBB 498.04 (1953–1973) | ÖGEG, Steyrtalbahn                                                                    | 4594 Grünburg                                     | Betriebslokomotive (gelegentlicher Einsatz) |
| StLB Kh111, Frojach (2005)                                 | StLB Kh111                                            | Et-h2              | KrL                                         | 1519        | 1930    | StLB Kh.201 (1930–) StLB Kh111 | Club 760, Museum Frojach-Katschtal                                                    | 8841 Frojach                                      | Museumslok |
| 498.06, St. Veit an der Glan (2008)                        | ÖBB 498.06 (ex BBÖ Uh.6)                              | C1t-h2             | KrL                                         | 1520        | 1930    | BBÖ Uh.6 (1930–1938) DRB 99 826 (1938–1945) ÖStB 99.826 (1945–1953) ÖBB 498.06 (1953–1973) | Nostalgiebahn in Kärnten (NBiK)                                                       | 9300 St. Veit an der Glan                         | Museumslok nicht öffentlich zugänglich in St. Veit an der Glan Westbahnhof zuvor Denkmal Villach, zuvor Denkmal St. Veit an der Glan, zuvor Denkmal Autobahnraststätte St. Pölten            |
| Zillertalbahn 5, Jenbach (1989)                            | Zillertalbahn 5 ’Gerlos’                              | C1t-h2             | KrL                                         | 1521        | 1930    | Zillertalbahn 5 Gerlos (1930–) | Zillertalbahn                                                                         | 6200 Jenbach                                      | Betriebslokomotive (gelegentlicher Einsatz) |
| 498.07, Obergrafendorf (1989)                              | ÖBB 498.07 (ex BBÖ Uh.101)                            | C1t-h2             | Flor                                        | 3037        | 1931    | BBÖ Uh.101 (1931–1938) DRB 99 827 (1938–1945) ÖStB 99.827 (1945–1953) ÖBB 498.07 (1953–1973) SLB Ds 07 ’Uh.7’ (2008–2017) SLB Ds 4 ’Uh.7’ (2017–) | SLB, Pinzgauer Lokalbahn                                                              | 5743 Krimml                                       | geschützt hinterstellt, zuvor Denkmal Ober-Grafendorf |
| 498.08, Schwarzenberg (2007)                               | ÖBB 498.08 (ex BBÖ Uh.102)                            | C1t-h2             | Flor                                        | 3038        | 1931    | BBÖ Uh.102 (1931–1938) DRB 99 828 (1938–1945) ÖStB 99.828 (1945–1953) ÖBB 498.08 (1953–1973) | Bregenzerwaldbahn Museumsbahn                                                         | 6870 Bezau                                        | Betriebslokomotive (gelegentlicher Einsatz), zuvor VKEF, Gurktalbahn |
|                                                            | Steirische Gußstahlwerke ’Barbara’                    | Bn2t               | Flor                                        | 3092        | 1935    | Gefertigt als KrL 1387/1927 umgezeichnet in Flor 3092/1935 Papierfabrik Steyrermühl (1938–1965) Steirische Gußstahlwerke AG, Judenburg ’Barbara’ (1965–) | Gurkthalbahn (bis 2027 an die Marktgemeinde Gurk verliehen), Denkmal am ehem. Bahnhof | 9342 Gurk                                         | Denkmallok |
| Aquarius C, Freital-Hainsberg (2012)                       | Rügensche Kleinbahn ’Aquarius C'’ (ex SKGLB 22)       | E-h2               | Borsig                                      | 14806       | 1939    | Deutsche Heeresfeldbahn HF191 (1939–1945) SKGLB 22 (1945–1957) Zillertalbahn 4II (1957–1980) Rügensche Kleinbahn ’Aquarius C’ | Club 760, Taurachbahn                                                                 | 5570 Mauterndorf                                  | Betriebslokomotive (gelegentlicher Einsatz), diese Lokomotive war in den letzten Jahrzehnten auf etlichen Bahnen im Einsatz, u. a. auf der Bregenzerwaldbahn, der Jagsttalbahn und auf Rügen |
| 'Uta' (1986)                                               | Böhler 13 'Uta'                                       | Bt-n2              | KrMa                                        | 15846       | 1941    | Böhlerwerke Kapfenberg 13 | Gurkthalbahn                                                                          | 9330 Treibach-Althofen Standort                   | Museumslok (nicht betriebsfähig) |
| 698.01, Bad Ischl (2019)                                   | ÖBB 698.01                                            | Bt-n2              | Henschel                                    | 25701       | 1941    | Deutsche Heeresfeldbahn HF 16752 (1941–1945) ÖStB 16752 (1945–1953) ÖBB 698.01 (1953–1969) | Gemeinde Bad Ischl Denkmal Bf. Bad Ischl                                              | 4820 Bad Ischl Standort                           | Denkmallok |
| 898.01, Treibach-Althofen (2023)                           | ÖBB 898.01                                            | Ct-n2              | Henschel                                    | 25702       | 1941    | Deutsche Heeresfeldbahn HF 20751 (1941–1945) ÖBB 898.01 | Gurkthalbahn                                                                          | 9330 Treibach-Althofen Standort                   | Betriebslokomotive (gelegentlicher Einsatz) |
| Böhler 16, Brunnbach Reichraming (2022)                    | Böhler 16                                             | Bt-n2              | WLF                                         | 9485        | 1943    | Böhlerwerke Kapfenberg 16 (1943–) | Gemeinde Großraming, Denkmal in Brunnbach                                             | 4463 Großraming                                   | Denkmallok (im Freien aufgestellt), zuvor 3542 Gföhl, als Requisite Karl-May-Festspiele, lt. Jens Merte gebaut bei Slavonisch Brod (YU)                                                      |
| ÖBB 699.101, Hohenholz (2007)                              | ÖBB 699.101                                           | Dt-h2              | Franco Belge                                | 2817        | 1944    | Deutsche Heeresfeldbahn HF 2817 (1944–) ÖBB 699.101 (–1972) | Gurkthalbahn                                                                          | 9330 Treibach-Althofen Standort                   | Betriebslokomotive (gelegentlicher Einsatz) |
| 699.01, Mauterndorf (2005)                                 | ÖBB 699.01                                            | D-h2               | Franco Belge                                | 2818        | 1944    | Deutsche Heeresfeldbahn HF 2818 (1944–) ÖBB 699.01 (–1972) | Club 760, Taurachbahn                                                                 | 5570 Mauterndorf                                  | Betriebslokomotive (gelegentlicher Einsatz) |
| 699.103, Steyr (1994)                                      | ÖBB 699.103                                           | Dt-h2              | Franco Belge                                | 2821        | 1944    | Deutsche Heeresfeldbahn HF 2821 (1944–) ÖBB 699.103 (–1982) | ÖGEG, Steyrtalbahn                                                                    | 4594 Grünburg                                     | Betriebslokomotive (gelegentlicher Einsatz) |
|                                                            | ÖBB 699.02                                            | D-h2               | Franco Belge                                | 2822        | 1944    | Deutsche Heeresfeldbahn 2822 (1944–1945) ÖBB 699.02 (–1973) | Verein – Erhaltung historischer Schienenfahrzeuge                                     | 8551 Wies *                                       | * dzt. Aufarbeitung bei Metallbau Gallé, Wernersdorf, zuvor Rügener Kleinbahnen, zuvor Jagsttalbahn, zuvor DTMB Deutsches Technikmuseum Berlin, zuvor Eigentümer W. Seidensticker            |
| JZ 83-180, Weiz (2006)                                     | JDŽ 83-180                                            | D1-h2              | Đuro Đakovic                                | 136         | 1949    | JŽ 83-180 (1949–) Banovići 83-180 | Club U44, Feistritztalbahn                                                            | 8160 Weiz Standort                                | Status unklar |
|                                                            | Steirische Gußstahlwerke 170.4 ’Lisl’                 | Bt-n2              | KrMa                                        | 17834       | 1952    | ÖAM 170.4 (1952–) Steirische Gußstahlwerke AG, Judenburg 170.4 ’Lisl’ | Privatsammlung, Stainzerbahn                                                          | 8510 Stainz Standort                              | Status unklar, zuvor ÖGEG, Steyrtalbahn |
| 764-007, Steyr Lokalbahnhof (2015)                         | CFI 764-007                                           | Dt-n2              | Reşiţa                                      | 1407        | 1953    | Uran n/A CFI 764-007 CFR 764-007 II | Marktgemeinde Stainz, Stainzerbahn                                                    | 8510 Stainz Standort                              | Betriebslokomotive (gelegentlicher Einsatz), zuvor ÖGEG, Steyrtalbahn |
| 764-411R, Stainz (2016)                                    | CFF 764-411R                                          | Dt-n2              | Reghin                                      | 619         | 1986    | CFF 764-411R (1986–) | Marktgemeinde Stainz, Stainzerbahn                                                    | 8510 Stainz Standort                              | |

### 760-mm-Schmalspurdampflokomotiven, die in Klima-Schneepflüge umgebaut wurden
| Foto                                           | Nummer oder Name           | Bauart / Achsfolge   | Hersteller | Fabrik- nr. | Baujahr | Historie | Eigentümer / Betreiber / Strecke | Standort         | Bemerkungen                           |
| ---------------------------------------------- | -------------------------- | -------------------- | ---------- | ----------- | ------- | --- | -------------------------------- | ---------------- | ------------------------------------- |
| S1 ex 98551, Sankt Pölten Alpenbahnhof, (2019) | ÖBB 98 551 (ex ÖBB 299.01) | D2-n2v → Schneepflug | KrL        | 5435        | 1907    | NÖLB 54 (1907–1908) NÖLB Mv.1 (1908–1922) BBÖ Mv.1 (1922–1938) DRB 99 1101 (1938–1945) ÖStB 99.1101 (1945–1953) ÖBB 299.01 (1953–1973) ÖBB 98 551 (1994–2010) NÖVOG S1 (2010–)                          | NÖVOG, Mariazellerbahn           | 3100 St. Pölten  | umgebaut zum Klima-Schneepflug 98 551 |
|                                                | ÖBB 98 550 (ex ÖBB 299.02) | D2-n2v → Schneepflug | KrL        | 5436        | 1907    | NÖLB 55 (1907–1908) NÖLB Mv.2 (1908–1922) BBÖ Mv.2 (1922–1938) DRB 99 1102 (1938–1945) ÖStB 99.1102 (1945–1953) ÖBB 99.1102 (1953–1955) ÖBB 299.02 (1955–1964) ÖBB 98 550 (1968–2008) SLB Xs 92 (2008–) | SLB, Pinzgauer Lokalbahn         | 5700 Zell am See | umgebaut zum Klima-Schneepflug 98 550 |

### Spurweite 790 mm
Diese Spurweite war in Altösterreich nur bei Industriebahnen gebräuchlich. Am Gebiet der Republik Österreich verwendete nur die Oesterreichisch-Alpine Montangesellschaft diese Spurweite.
| Foto                             | Nummer oder Name | Bauart / Achsfolge | Hersteller | Fabrik- nr. | Baujahr | Historie | Eigentümer / Betreiber / Strecke                                                 | Standort                         | Bemerkungen                                                                               |
| -------------------------------- | ---------------- | ------------------ | ---------- | ----------- | ------- | --- | -------------------------------------------------------------------------------- | -------------------------------- | ----------------------------------------------------------------------------------------- |
| ÖAM 40.4, Eisenerz (2017)        | ÖAM 40.4         | Bt-n2              | KrL        | 5448        | 1906    | Oesterreichisch-Alpine Montangesellschaft, Eisenerz (1906–) ÖAM 40.4                                            | Schaubergwerk Eisenerz                                                           | 8790 Eisenerz                    | Denkmallok (im Freien aufgestellt).                                                       |
| ÖAM 60.2 Rosy, Bad Erlach (2017) | ÖAM 60.2         | Bt-n2              | KrL        | 6449        | 1911    | Oesterreichisch-Alpine Montangesellschaft (1911–) ÖAM 60.2                                                      | 1. nö Privatmuseum für Dampfmaschinen und historisches Eisenbahnmaterial         | 2822 Bad Erlach                  | Denkmal beim Bf. Bad Erlach                                                               |
|                                  | ÖAM 60.4         | Bt-n2              | KrL        | 6969        | 1914    | Oesterreichisch-Alpine Montangesellschaft 19 Österreichisch-Alpine Montangesellschaft 2/60 ÖAM 60.4             | Marktgemeinde Stainz, Stainzerbahn                                               | 8510 Stainz Standort             | Denkmallok, zuvor Spielplatzlok Leoben / Erzstraße                                        |
| ÖAM 60.3, Eisenerz (2017)        | ÖAM 60.3         | Bt-n2              | KrL        | 7155        | 1916    | Oesterreichisch-Alpine Montangesellschaft 24 Österreichisch-Alpine Montangesellschaft 4/60 ÖAM 60.3             | Schaubergwerk Eisenerz                                                           | 8790 Eisenerz                    | Denkmallok (im Freien aufgestellt).                                                       |
| ÖAM 60.6, Birkfeld (2012)        | ÖAM 60.6         | Bt-n2              | KrM        | 7216        | 1916    | Oesterreichisch-Alpine Montangesellschaft 23 (1916–) ÖAM 60.6                                                   | Seit 2023 Denkmallok beim Edlseer Erlebnisplatz nördlich des Bahnhofes Birkfeld. | 8190 Birkfeld                    | Denkmallok (im Freien aufgestellt).                                                       |
| ÖAM 60.5, Strasshof (2018)       | ÖAM 60.5         | Bt-n2              | KrL        | 7310        | 1917    | Oesterreichisch-Alpine Montangesellschaft 35 (1917–) ÖAM 60.5                                                   | 1. öSEK                                                                          | 2231 Strasshof an der Nordbahn   | Museumslok, zuvor Deutsches Technikmuseum Berlin Spurweite ursprünglich 830 mm            |
| ÖAM 60.8, Strasshof (2018)       | ÖAM 60.8         | Bt-n2              | KrL        | 7311        | 1917    | Oesterreichisch-Alpine Montangesellschaft 36 (1917–) ÖAM 60.8                                                   | Königreich der Eisenbahnen                                                       | 1020 Wien, Wurstelplatz Standort | zuvor EM Strasshof, zuvor Deutsches Technikmuseum Berlin, Spurweite ursprünglich 830 mm   |
|                                  | ÖAM 100.9        | Bt-n2              | KrMü       | 7594        | 1921    | Oesterreichisch-Alpine Montangesellschaft 45 (1917–) -> Club U 44, (zuvor EM Schwechat, zuvor Denkmal Donawitz) | Privat                                                                           | Salzburg (Land)                  | ex Privatsammlung ML in Salzburg 2023 nach Deutschland verkauft, 2024 noch nicht abgeholt |
| 100.18, Feldkirch (2023)         | ÖAM 100.18       | Bt-n2              | KrM        | 7596        | 1920    | Oesterreichisch-Alpine Montangesellschaft 11 (1920–) ÖAM 100.18                                                 | Feldkirch, Spielplatz Kapuzinerkloster                                           | 6800 Feldkirch                   | Spielplatzlok (im Freien aufgestellt).                                                    |

### Spurweite 1000 mm
Dampflokomotiven dieser Spurweite fuhren in Österreich fast ausschließlich auf Zahnradbahnen. Die Verwendung dieser Spurweite erklärt sich daraus, dass die Lokomotivfabriken, die Zahnradlokomotiven herstellten, überwiegend meterspurige Exemplare lieferten. Es waren dies deutsche aber auch Schweizer Unternehmen. Letztere waren auch Lizenzgeber für die Zahnradtechnologie für österreichische Lokomotivfabriken.
| Foto                                                        | Nummer oder Name                                                   | Bauart / Achsfolge | Hersteller | Fabrik- nr. | Baujahr | Historie | Eigentümer / Betreiber / Strecke                     | Standort                                    | Bemerkungen |
| ----------------------------------------------------------- | ------------------------------------------------------------------ | ------------------ | ---------- | ----------- | ------- | --- | ---------------------------------------------------- | ------------------------------------------- | --- |
| Gaisbergbahn 1, Großgmain (2021)                            | Gaisbergbahn 1                                                     | Bzt-n2             | Esslingen  | 2205        | 1886    | Gaisbergbahn 1 (1886–) | Technisches Museum Wien / Salzburger Freilichtmuseum | 5084 Großgmain                              | Museumslok, restauriert und unter Dach gesichert abgestellt |
| Achenseebahn 1, Jenbach                                     | Achenseebahn 1                                                     | Bzt-n2             | Flor       | 701         | 1889    | Achenseebahn 701 'Theodor' (1889–) Achenseebahn 1 'Jenbach' (–1982) Achenseebahn 1 'Eben a. A.' (1982–) Achenseebahn 1 'THEODOR' | Achenseebahn                                         | 6200 Jenbach Standort                       | Betriebslokomotive (gelegentlicher Einsatz) |
| Achenseebahn 2, Jenbach (2015)                              | Achenseebahn 2                                                     | Bzt-n2             | Flor       | 702         | 1889    | Achenseebahn 702 'Hermann' (1889–) Achenseebahn 2 'Wiesing' (–1982) Achenseebahn 2 'Jenbach' (1982–) Achenseebahn 2 'HERMANN' | Achenseebahn                                         | 6200 Jenbach Standort                       | Betriebslokomotive (gelegentlicher Einsatz) |
| Achenseebahn 3, Jenbach (2005)                              | Achenseebahn 3                                                     | Bzt-n2             | Flor       | 703         | 1889    | Achenseebahn 703 'Georg' (1889–) Achenseebahn 3 'Eben' (–1982) Achenseebahn 3 'Achenkirch' (1982–) Achenseebahn 3 'GEORG' | Achenseebahn                                         | 6200 Jenbach Standort                       | Betriebslokomotive (gelegentlicher Einsatz) |
| Achenseebahn 4, Jenbach (2010)                              | Achenseebahn 4                                                     | Bzt-n2             | Flor       | 704         | 1889    | Achenseebahn 704 'Carl' (1889–) Achenseebahn 4 'HANNAH' (2008-) | Achenseebahn (Jenbach)                               | 6200 Jenbach Standort                       | Betriebslokomotive (gelegentlicher Einsatz) 1930 abgestellt; 1954 tw. verschrottet; 2008 Neuaufbau mit Antrieb und Kessel der abgebrannten Lok 1 auf neuem Rahmen |
| SKGB Z1, St. Wolfgang (2013)                                | Salzburg AG Z 1 (ex ÖBB 999.101 'Schneeberg')                      | B1zt-n2            | KrL        | 2744        | 1893    | Schafbergbahn (SKGLB) 1 (1893–1931) Österr. Verkehrsbüro 1 (1931–1939) DRB 99 7306 (1939–1945) ÖStB 99.7306 (1945–1953) ÖBB 999.101 'Almrausch' (1953–1985) ÖBB 0999 101-9 (1985–1997), nur buchmäßig NÖSBB 999.101 'Schneeberg' (1997–2006) SKGB Z 1 (2006–) Salzburg AG Z 1 (–) | Salzburg AG, Schafbergbahn                           | 5360 St. Wolfgang im Salzkammergut          | restauriert, Denkmal in der Talstation der Schafbergbahn |
| 999.102, Abersee (2021)                                     | Salzburg AG Z 2 (ex ÖBB 999.102 'Enzian')                          | B1zt-n2            | KrL        | 2745        | 1893    | Schafbergbahn (SKGLB) 2 (1893–1931) Österr. Verkehrsbüro 2 (1931–1939) DRB 99 7307 (1939–1945) ÖStB 99.7307 (1945–1953) ÖBB 999.102 'Enzian' (1953–1985) ÖBB 0999 102-7 (1985–2006), nur buchmäßig SKGB Z 2 (2006–) Salzburg AG Z2 (–)                                            | Salzburg AG, Abarena, St. Gilgen                     | 5342 Abersee                                | Denkmallok (im Freien aufgestellt) |
|                                                             | Salzburg AG Z 4 (ex ÖBB 999.104 'Bergprimel')                      | B1zt-n2            | KrL        | 2823        | 1893    | Schafbergbahn (SKGLB) 4 (1893–1931) Österr. Verkehrsbüro 4 (1931–1939) DRB 99 7309 (1939–1945) ÖStB 99.7309 (1945–1953) ÖBB 999.104 'Bergprimel' (1953–1985) ÖBB 0999 104-3 (1985–2006), nur buchmäßig SKGB Z 4 (2006–) Salzburg AG Z 4 (–)                                       | Salzburg AG, Schafbergbahn                           | 5360 St. Wolfgang im Salzkammergut          | Betriebslokomotive (gelegentlicher Einsatz) |
| 999.105, Haringsee (2022)                                   | ÖBB 999.105 'Almrausch II'                                         | B1zt-n2            | KrL        | 3032        | 1894    | Schafbergbahn (SKGLB) 5 (1894–1931) Österr. Verkehrsbüro 5 (1931–1939) DRB 99 7310 (1939–1945) ÖStB 99.7310 (1945–1953) ÖBB 999.105 'Almrausch II' (1953–1985) ÖBB 0999 105-0 (1985–1996), nur buchmäßig                                                                          | Technisches Museum Wien, Depot Haringsee             | 2286 Haringsee                              | Museumslok, restauriert |
| 999.106, Schafbergbahn (2005)                               | Salzburg AG Z 6 (ex ÖBB 999.106 'Berganemone')                     | B1zt-n2            | KrL        | 3033        | 1894    | Schafbergbahn (SKGLB) 6 (1894–1931) Österr. Verkehrsbüro 6 (1931–1939) DRB 99 7311 (1939–1945) ÖStB 99.7311 (1945–1953) ÖBB 999.106 'Berganemone' (1953–1985) ÖBB 0999 106-8 (1985–2006), nur buchmäßig SKGB Z 6 (2006–) Salzburg AG Z 6 (–)                                      | Salzburg AG, Schafbergbahn                           | 5360 St. Wolfgang im Salzkammergut          | Betriebslokomotive (gelegentlicher Einsatz) |
| 999.01, Puchberg am Schneeberg (2022)                       | NÖSBB 999.01 'Kaiserstein'                                         | B1zt-n2            | KrL        | 3400        | 1897    | Schneebergbahn 1 (1897–1937) BBÖ Zz.1 (1937–1938) DRB 99 7301 (1938–1945) ÖStB 99.7301 (1945–1953) ÖBB 999.01 'Kaiserstein' (1953–1985) ÖBB 0999 001-1 (1985–1997), nur buchmäßig NÖSBB 999.01 'Kaiserstein' (1997–)                                                              | NÖSBB, Puchberg am Schneeberg                        | 2734 Puchberg am Schneeberg Standort        | Denkmallok (im Freien aufgestellt) |
| 999.02, Puchberg am Schneeberg (1981)                       | NÖSBB 999.02 'Klosterwappen'                                       | B1zt-n2            | KrL        | 3401        | 1897    | Schneebergbahn 2 (1897–1937) BBÖ Zz.2 (1937–1938) DRB 99 7302 (1938–1945) ÖStB 99.7302 (1945–1953) ÖBB 999.02 'Klosterwappen' (1953–1985) ÖBB 0999 002-9 (1985–1997), nur buchmäßig NÖSBB 999.02 (1997–)                                                                          | NÖSBB, Schneebergbahn                                | 2734 Puchberg am Schneeberg                 | Betriebslokomotive (gelegentlicher Einsatz) |
| ÖBB/NÖSBB 999.03 Waxriegel im Bahnhof Hochschneeberg (1998) | NÖSBB 999.03 'Waxriegel'                                           | B1zt-n2            | KrL        | 3402        | 1897    | Schneebergbahn 3 (1897–1937) BBÖ Zz.3 (1937–1938) DRB 99 7303 (1938–1945) ÖStB 99.7303 (1945–1953) ÖBB 999.03 'Waxriegel' (1953–1985) ÖBB 0999 003-7 (1985–1997), nur buchmäßig NÖSBB 999.03 (1997–)                                                                              | NÖSBB, Schneebergbahn                                | 2734 Puchberg am Schneeberg                 | |
| 999.04, Puchberg am Schneeberg (1981)                       | NÖSBB 999.04 'Hengst'                                              | B1zt-n2            | KrL        | 3750        | 1898    | Schneebergbahn 4 (1898–1937) BBÖ Zz.4 (1937–1938) DRB 99 7304 (1938–1945) ÖStB 99.7304 (1945–1953) ÖBB 999.04 'Hengst' (1953–1985) ÖBB 0999 004-5 (1985–1997), nur buchmäßig NÖSBB 999.04 (1997–)                                                                                 | NÖSBB Schneebergbahn                                 | 2734 Puchberg am Schneeberg                 | |
| 999.05, Baumgartner (2006)                                  | NÖSBB 999.05 'Puchberg'                                            | B1zt-n2            | KrL        | 4215        | 1900    | Schneebergbahn 5 (1900–1937) BBÖ Zz.5 (1937–1938) DRB 99 7305 (1938–1945) ÖStB 99.7305 (1945–1953) ÖBB 999.05 'Puchberg' (1953–1985) ÖBB 0999 005-2 (1985–1997), nur buchmäßig NÖSBB 999.05 (1997–)                                                                               | NÖSBB, Schneebergbahn                                | 2734 Puchberg am Schneeberg                 | Betriebslokomotive (gelegentlicher Einsatz) |
| Z 11, Sankt Wolfgang (2019)                                 | Salzburg AG Z 11 (ex ÖBB 999.201 'Land Salzburg' / 'Akelei')       | B1zt-n2            | SLM        | 5424        | 1992    | ÖBB 999.201 'Land Salzburg' / 'Akelei' (1992–2006), buchmäßig 0999 201-8 SKGB Z 11 (2006–) Salzburg AG (–) | Salzburg AG, Schafbergbahn                           | 5360 St. Wolfgang im Salzkammergut Standort | Betriebslokomotive (gelegentlicher Einsatz) |
| Z 12, Schafbergbahn (2011)                                  | Salzburg AG Z 12 (ex ÖBB 999.202 'Ralph Benatzky' / 'Frauenschuh') | B1zt-n2            | SLM        | 5686        | 1995    | ÖBB 999.202 'Ralph Benatzky' / 'Frauenschuh' (1995–2006), buchmäßig 0999 202-5 SKGB Z 12 (2006–) Salzburg AG (–) | Salzburg AG, Schafbergbahn                           | 5360 St. Wolfgang im Salzkammergut Standort | Betriebslokomotive (gelegentlicher Einsatz) |
| Z 13, Schafbergbahn (2019)                                  | Salzburg AG Z 13 (ex ÖBB 999.203 'Oberösterreich' / 'Arnika')      | B1zt-n2            | SLM        | 5687        | 1995    | ÖBB 999.203 'Oberösterreich' / 'Arnika' (1995–2006), buchmäßig 0999 203-3 SKGB Z 13 (2006–) Salzburg AG Z 13 (–) | Salzburg AG, Schafbergbahn                           | 5360 St. Wolfgang im Salzkammergut Standort | Betriebslokomotive (gelegentlicher Einsatz) |
| Z 14 Schafbergbahn                                          | Salzburg AG Z 14 (ex ÖBB 999.204 'Robert Stolz' / 'Kohlröschen')   | B1zt-n2            | SLM        | 5688        | 1995    | ÖBB 999.204 'Robert Stolz' / 'Kohlröschen' (1995–2006), buchmäßig 0999 204-1 SKGB Z 14 (2006–) Salzburg AG (–) | Salzburg AG, Schafbergbahn                           | 5360 St. Wolfgang im Salzkammergut Standort | Betriebslokomotive (gelegentlicher Einsatz) |

### Spurweite 1106 mm
Diese Spurweite wurde von der k.k. privilegierten Ersten Eisenbahn-Gesellschaft (Budweis–Linz–Gmunden) verwendet.
| Foto                                                 | Nummer oder Name                  | Bauart / Achsfolge | Hersteller      | Fabrik- nr. | Baujahr | Historie | Eigentümer / Betreiber / Strecke                     | Standort                   | Bemerkungen                                                                       |
| ---------------------------------------------------- | --------------------------------- | ------------------ | --------------- | ----------- | ------- | --- | ---------------------------------------------------- | -------------------------- | --------------------------------------------------------------------------------- |
| Gmunden, Mürzzuschlag (2021)                         | 'Gmunden'                         | 2Bt-n2             | W.Günther (WrN) | 131         | 1854    | kk. priv.erste österreichische Eisenbahn Gesellschaft 4 'Gmunden' (1854–1880) KEB 4 (1880–1882) kkStB 4 (–1884) | Technisches Museum Wien / Südbahnmuseum Mürzzuschlag | 8680 Mürzzuschlag Standort | Museumslok. Möglicherweise die älteste Schmalspurlokomotive in Kontinentaleuropa. |
| Anna Kohlenbahn Breitenschützing 1, Ampflwang (2006) | Breitenschützing-Kohlgrube 'Anna' | Ct-n2              | KrL             | 5867        | 1908    | Breitenschützing – Kohlgrube 'Anna' (1908–)                                                                     | Republik Österreich / Technisches Museum Wien / ÖGEG | 4843 Ampflwang Standort    | Museumslok                                                                        |